# Амундсен, Руаль
Ру́аль Э́нгельбрегт Гра́внинг А́мундсен (норв. Roald Engelbregt Gravning Amundsen; 16 июля 1872 — 18 июня 1928) — норвежский полярный путешественник-исследователь и рекордсмен, «Наполеон полярных стран» по выражению Роланда Хантфорда.
Первый человек, достигший Южного полюса (14 декабря 1911 года). Первый человек (совместно с Оскаром Вистингом), побывавший на обоих географических полюсах планеты. Кроме того, воздушная трансарктическая экспедиция 1926 года под руководством Руаля Амундсена является первой из заявивших о достижении Северного полюса, чей результат никем не ставится под сомнение. Первый путешественник, совершивший морской переход Северо-Западным проходом; позднее организовал и возглавил вторую в истории успешную экспедицию Северо-Восточным морским путём (вдоль берегов Сибири), — став, таким образом, первым человеком, замкнувшим кругосветную дистанцию за Полярным кругом. Один из пионеров применения авиации и воздухоплавательных средств — гидросамолётов и дирижаблей — в арктических путешествиях.
Погиб в 1928 году во время поисков потерпевшей крушение экспедиции Умберто Нобиле. Имел государственные и общественные награды многих стран мира, в том числе высшую государственную награду США — Золотую медаль Конгресса, его именем названы многочисленные географические и иные объекты.

## Происхождение. Семья
Генеалогия рода Амундсенов может быть прослежена с XVII века: это были крестьяне с острова Асмалёй на границе Норвегии и Швеции. Прадед Руаля смог приобрести землю на материке под Шебергом. Дед Руаля был первым в роду, кто носил фамилию Амундсен, отец Руаля — Йенс Амундсен (1820—1886) — был четвёртым из 12 детей. Братья Амундсены, занимаясь морской торговлей, владели общей усадьбой в Борге, недалеко от Сарпсборга, где река Гломма впадала в Скагеррак. К 1880-м годам во владении семьи было 20 парусников и пароход, имелась даже собственная судоверфь.
Йенс Амундсен разбогател во время Восточной (Крымской) войны, поставляя британским и французским войскам зерно и солому; его парусник «Феникс» во время первой осады Севастополя использовался для размещения британских офицеров. В 1866 году Йенс Амундсен совершил рейс из Китая на Кубу, доставив на кубинские сахарные плантации 300 китайских кули. О его характере свидетельствует следующий эпизод: во время плавания кули взбунтовались, но всё закончилось тем, что Й. Амундсен принудил их повесить вожака.
В 1863 году, в возрасте 43 лет он женился на дочери таможенного чиновника Ханне Хенрике Густаве Салквист. В семье было четверо детей — все сыновья:
1. Йенс Уле Антони (семейное прозвище «Тони»), родился в январе 1866 года в море во время бунта китайских кули. Рано проявил предпринимательские способности, занимался также изобретательством: разработал собственные технологии производства маргарина и сухого молока.
2. Густав Салквист, родился 7 июня 1868 года. Получил военное образование, в 1902 году дослужился до звания лейтенанта.
3. Леон, родился 4 сентября 1870 года. Окончил коммерческую гимназию, с 1892 года жил во Франции, где занялся торговлей вином. До разрыва с Руалем исполнял роль его личного поверенного в делах.
4. Руаль, родился 16 июля 1872 года[10].

## Детство и юность
О ранних годах жизни Амундсена известно немногое. Детство его прошло в лесах, окружавших родительскую усадьбу, в компании братьев и соседских детей (доходившей до 40 человек), в которой Руаль был самым младшим. Братья Амундсен охотно участвовали в драках; Руаля в то время описывали как «высокомерного мальчика», которого легко было разозлить. Одним из его товарищей по играм был будущий исследователь Антарктики Карстен Борхгревинк.
Братьев Амундсен с раннего возраста приучали к спорту: во дворе усадьбы были сооружены гимнастические брусья, все четверо стали неплохими гимнастами. На лыжи Руаля Амундсена поставили, как только он научился ходить. В школе Амундсен был стабильно худшим учеником, но выделялся упрямством и обострённым чувством справедливости. Директор школы даже отказал ему в сдаче выпускного экзамена из опасения опозорить заведение неуспевающим учеником. Амундсену пришлось записываться на выпускные экзамены отдельно, как экстерну, и в июле 1890 года он с большим трудом получил аттестат зрелости.
Руаль Амундсен в автобиографии рассматривал два фактора, способствовавших становлению его личности. В 1886 году скончался отец Йенс Амундсен. Мать — Густава Салквист — хотела, чтобы младший сын вошёл в состав интеллектуальной элиты страны, для чего перевезла семью в Кристианию, семейный дом располагался близ королевского дворца. По настоянию матери Руаль поступил учиться на медицинский факультет университета Кристиании, но, когда ему был 21 год, она умерла (9 сентября 1893 года), и Руаль бросил университет. Собственно медицину он так и не изучал и лишь с трудом окончил подготовительное отделение. Амундсен писал в автобиографии: «С огромным облегчением покинул я… университет, чтобы всецело предаться осуществлению мечты моей жизни».
Другим фактором стало знакомство с историей покорения Северо-Западного прохода и судьбой контр-адмирала Джона Франклина. В автобиографии и ранее в книге «Северо-Западный проход» Амундсен приводил противоречивые данные о возрасте, когда судьба Франклина захватила его воображение, — в 8 или в 15 лет.

Удивительно, что из всего рассказа более всего приковывало моё внимание именно описание лишений, испытанных Франклином и его спутниками. Во мне загорелось странное стремление претерпеть когда-нибудь такие же страдания. Я тоже хотел пострадать за своё дело, — не в знойной пустыне по пути в Иерусалим, а на ледяном Севере, на пути к широкому познанию доселе неведомой великой пустыни.
Начиная с 15—16-летнего возраста Амундсен ввёл для себя спартанский режим жизни: строгая диета, физические упражнения, сон на открытом воздухе даже зимой, регулярные лыжные походы в период с ноября по апрель. По собственным словам, Амундсен никогда не любил футбол, но регулярно играл в эту игру, «чтобы тренировать своё тело и приучить его к выносливости». В 1892 году Амундсен прошёл военно-медицинскую комиссию, в заключении которой было написано: «Рост — 180 см, объём грудной клетки на выдохе — 87 см, на вдохе — 98 см». Кто-то из видевших Амундсена в тот период назвал его «последним викингом». После пересечения плоскогорья Хардангервидда (под руководством лыжника Л. Урдала) Амундсен нанялся на зверобойное судно «Моргенен», чтобы на практике подготовиться к получению штурманского звания. После возвращения в 1894 году с первой путины, Амундсен обратился в министерство внутренних дел с докладной запиской, в которой рассматривался вопрос о заинтересованности Норвегии в получении прав на архипелаг Шпицберген. По Р. Хантфорду, в 1894 году Амундсен писал в Лондон, прося, чтобы его включили в состав экспедиции Джексона — Хармсворта, но получил отказ.
После смерти матери Амундсен снимал квартиру в Кристиании. С самого рождения о нём заботилась шведка Элизабет Густавсон, служившая его родителям с 1865 года. Амундсен, по его собственным словам, относился к ней, как к матери. Для никогда не имевшего семьи путешественника Бетти (таково было её семейное прозвище) была хранительницей домашнего очага.
Существенную роль в определении жизненных планов Амундсена сыграло знакомство с известным норвежским полярным исследователем Эйвином Аструпом. Впервые Амундсен побывал на его лекции 25 февраля 1893 года, ещё формально числясь студентом университета. 24 июня 1893 года Амундсен был в толпе, провожавшей «Фрам» Нансена: отправлялась национальная норвежская экспедиция к Северному полюсу. В его интересе к полярным исследованиям не было никаких следов мальчишеских мечтаний: приняв решение, Амундсен сразу стал претворять его в жизнь, готовя себя к карьере арктического путешественника.
Весной 1895 года Амундсен успешно сдал экзамен на штурмана и принял участие в ещё одном промысловом плавании. 3 января 1896 года Руаль и его брат Леон, имитируя арктический поход, решили пересечь Хардангерское плоскогорье с востока на запад, но заблудились и ходили по нему кругами. На четвёртый день закончились запасы провизии. В «Автобиографии» этот эпизод описан как самое опасное происшествие, с которым он сталкивался в жизни: на ночёвке Руаля занесло снегом, а от усталости свело судорогой мышцы. Брат Леон сумел откопать его и вытащить на воздух.

## Первая экспедиция
7 августа 1896 года Амундсен нанялся матросом в бельгийскую антарктическую экспедицию на судне «Бельжика» под командованием Адриена де Жерлаша, личный состав которой был интернациональным. Это была единственная экспедиция, в которой Амундсен участвовал в качестве подчинённого. Целью похода было достижение Южного магнитного полюса, в максимальном приближении к нему надлежало высадить четверых зимовщиков с магнитометрическим оборудованием, после чего судно снабжения должно было отбыть в Рио-де-Жанейро и забрать береговую команду следующим антарктическим летом. Зимой 1896—1897 годов будущий полярник переехал в Антверпен для изучения французского языка и прохождения курса навигации. Здесь у него завязался роман с квартирной хозяйкой, которая 24 марта 1897 года покончила с собой, после чего Амундсену пришлось поспешно покинуть город.
Амундсен был повышен в звании до штурмана и размещён в офицерском отсеке в связи с тем, что в экспедиции оставались вакантные места. В автобиографии Амундсен ни разу не называл Адриена де Жерлаша по имени, упоминая только старшего коллегу — судового врача Фредерика А. Кука. Отплыв 16 августа 1897 года, «Бельжика» прибыла в Антарктиду 30 января 1898 года. В первый же день высадки Амундсен совершил лыжный поход по побережью острова Ту Хэммок, по мнению В. С. Корякина, — впервые в истории антарктических исследований. 8 марта судно, продвигаясь на юг, было остановлено льдами, предстояла незапланированная зимовка. Дрейф продолжался 13 месяцев и проходил в районах моря Беллинсгаузена, которые до того не посещались людьми из-за крайне тяжёлой ледовой обстановки. Глубины в этих местах превышали 1500 м, так что лот не достигал дна. Судовая команда не должна была зимовать в Антарктике, поэтому на борту было только четыре комплекта полярной одежды, предназначенной для зимовочной партии. Амундсен предложил сшить тёплую одежду из шерстяных одеял красного цвета, имевшихся в избытке на борту. Работы были начаты немедленно.
С наступлением полярной ночи цинга стала главной проблемой экипажа. Амундсен и Кук развернули охоту на тюленей и пингвинов и не ограничивали себя в пище, при взвешивании в мае 1898 года Амундсен поставил рекорд — 87,5 кг. Вместе с Куком они также экспериментировали с полярным снаряжением, на практике проверив свойства спальных мешков конструкции Аструпа, Нансена и Пири. Кук был для Амундсена одновременно наставником и соучеником, однако остальные члены команды относились к этим экспериментам без всякого энтузиазма. 5 июня 1898 года скончался от цинги и осложнений на сердце магнитолог Э. Данко; вскоре матрос-норвежец Толефсен сошёл с ума и попытался пешком уйти в Норвегию. Впрочем, обстановка на борту не была вовсе беспросветной: старший помощник капитана Лекуан провёл «Большой конкурс женской красоты» и издавал непристойный рукописный журнал. Он же в своём дневнике подметил у 26-летнего Амундсена явную склонность к аскетизму и даже монашеству.
В условиях разложения и деморализации команды вспыхнул конфликт между де Жерлашем и Амундсеном. Жерлаш категорически отвергал все рекомендации норвежца и к июню 1898 года уже не вставал. Однако существовало соглашение де Жерлаша с Географическим обществом Бельгии, по которому экспедиция, невзирая на все обстоятельства, должна оставаться под началом любого офицера-бельгийца. В результате Амундсен, ставший к тому времени старшим помощником, решительно заявил де Жерлашу, что «никакой бельгийской экспедиции для него больше не существует». Однако он оговорился, что теперь рассматривает «Бельжику» не как место службы, а как самое обыкновенное судно, поэтому его долгом является вывести её изо льдов. В автобиографии, опубликованной четверть века спустя, Амундсен кратко писал, что руководство экспедицией перешло к нему. Только 14 марта 1899 года «Бельжика» вышла из зоны паковых льдов, вернувшись в Антверпен 5 ноября того же года.
О дате возвращения Амундсена на родину существуют противоречивые сведения. Он сошёл на берег в Рио-де-Жанейро и далее добирался самостоятельно. Леон Амундсен надеялся, что путь брата пройдёт через Коньяк, где он к тому времени обосновался, однако Руаль предпочёл отбыть в Брюссель, где принял первую из своих наград — кавалерский крест ордена Леопольда. Он отказался что-либо писать и публиковать об экспедиции Жерлаша, хотя и признавался, что это предприятие сыграло выдающуюся роль в его жизни:

Во время этого путешествия созрел мой план. Мне хотелось связать мечту детских лет о Северо-Западном проходе с гораздо более важной для науки целью: установить нынешнее местоположение Северного магнитного полюса.

По мнению Р. Хантфорда, важнейшим уроком, вынесенным Амундсеном из экспедиции де Жерлаша, стало то, что с тех пор он маскировал свои первопроходческие планы под научное исследование. Таким образом, детские мечты о покорении Северо-Западного прохода Амундсен прикрывал идеей достижения Северного магнитного полюса.

## Северо-Западный морской путь

### Подготовка
Вернувшись из Бельгии, Амундсен отбыл на военные сборы, после которых в сентябре 1899 года братья Леон и Руаль на велосипедах проехали из Кристиании в Коньяк. Из Франции Руаль на том же транспорте через Мадрид добрался до Картахены. Оттуда он пошёл на барке «Оскар», принадлежавшем его семье, в Пенсаколу. Амундсен вернулся в Европу в апреле 1900 года, причём во время пребывания в Великобритании собрал себе исчерпывающую библиотеку трудов, посвящённых покорению Северо-Западного прохода. По результатам плавания он был удостоен диплома капитана торгового флота. В сентябре 1900 года Амундсен прибыл в Германскую морскую геофизическую обсерваторию в Гамбурге, где его тепло принял директор Георг фон Ноймайер. Амундсен работал над овладением необходимыми сведениями едва ли не фанатично. Позднее он вспоминал, что из 40 дней, проведённых в Гамбурге, 250 часов посвятил геофизике, что составляло более 6 часов занятий в сутки. У Ноймайера Амундсен был представлен Хенрику Мону, который на Рождество 1900 года познакомил его с Фритьофом Нансеном — величайшим из норвежских полярников того времени. Отношения между Нансеном и Амундсеном описывались разными биографами по-разному. Так, Хантфорд утверждал, что в «них не было ни лёгкости, ни сердечности», однако Т. Буманн-Ларсен писал, что «нет оснований считать, что в Люсакере Амундсена принимали с меньшим восторгом, чем в Гамбурге». По воспоминаниям Лив Нансен-Хейер — старшей дочери полярника, в обществе Нансена Амундсен всегда выглядел смущённым и неуверенным.

### «Йоа»
В январе 1901 года Амундсен купил подержанную 47-тонную зверобойную яхту «Йоа» (Gjøa) — свою «ровесницу» (построена в 1872 году). Заняв у брата Густава 10 000 крон, Руаль Амундсен переоборудовал яхту (был поставлен керосиновый двигатель в 13 л. с. и механизированы парусные лебёдки). В апреле он отправился в полугодовое плавание в Баренцево море, как для испытания судна, так и для проведения океанографических работ под руководством Нансена. Попутно удалось добыть двух китов и нескольких моржей, что принесло прибыль в 8000 крон. Примечательно, что командовал плаванием бывший владелец яхты — Ханс Кристиан Йоханнесен. Поздней осенью 1901 года Амундсен сделал доклад в Географическом обществе Норвегии.
1902 год прошёл для Амундсена напряжённо, поскольку не удавалось раздобыть достаточно средств на проведение экспедиции, а первоначально заложенный бюджет в 50 000 крон оказался недостаточным. В конце года Амундсен впервые побывал в Лондоне — в Королевском географическом обществе, однако выступление оказалась неудачным — Амундсен скверно владел английским языком. К началу 1903 года финансовый дефицит Амундсена достиг 70 000 крон. Проблема безденежья преследовала полярника всю жизнь. Существенную помощь при подготовке этой и последующих экспедиций Амундсену оказал Фриц Цапфе — аптекарь из Тромсё, который также являлся корреспондентом кристианийской газеты «Моргенбладет».
До последней минуты отправление экспедиции было под угрозой: общая сумма расходов составила 150 000 крон, не считая стоимости судна и натуральных пожертвований фабрикантов консервов, при этом 14 тысяч крон было взято в долг под поручительство братьев Густава и Леона буквально за несколько дней до отплытия. Амундсен в автобиографии, опубликованной спустя 22 года, описывал начало экспедиции как едва ли не криминальное предприятие: спасаясь от кредиторов, команда «Йоа» отправилась в путь глубокой ночью под проливным дождём. Тур Буманн-Ларсен, располагая личными письмами и дневниками полярника, ставшими доступными только в 1990-е годы, писал, что это не соответствовало действительности: при отплытии ночью с 16 на 17 июня 1903 года на борту «Йоа» находились все четверо братьев Амундсен, а список спонсоров открывали король Швеции и Норвегии Оскар II и Фритьоф Нансен. За два дня до отплытия Руаль Амундсен передал доверенность на ведение всех своих дел брату Леону.

### Покорение Северо-Западного прохода
Амундсен прошёл через Северную Атлантику, Баффинов залив, проливы Ланкастер, Барроу, Пил, Франклина, Джеймса Росса и 9 сентября остановился на зимовку у юго-восточного берега острова Кинг-Вильям, которая, как оказалось, продлится два года. Гавань получила название Йоа-Хейвен. Эскимосы местного племени нетсилик появились 29 октября, отношения с ними складывались вполне удачно. Однако во время зимовки оказалось, что подбор маленького экипажа — всего 7 человек — был ошибочным, в результате уже с ноября возникло противостояние между Начальником (как называли Амундсена в дневниковых записях все члены экспедиции) и мотористом Педером Ристведтом. Кок Адольф Хенрик Линдстрём страдал алкоголизмом, со временем Амундсен испортил отношения и с другими членами команды.
1 марта 1904 года Амундсен, Хансен и Ристведт, экипированные по-эскимосски, отправились в санный поход к Северному магнитному полюсу, в тот день стоял мороз в −53 °C. Вечером того же дня температура опустилась до −57 °C. В результате уже утром 5 марта команда вернулась на «Йоа», причём при возвращении собаки за 4 часа преодолели 10 миль, на которые по пути на полюс потребовалось потратить 2½ дня. Впрочем, уже 16 марта Амундсен и Хансен выступили во второй раз, 24 апреля они достигли позиции Северного магнитного полюса, определённой Джеймсом Кларком Россом в 1831 году. Обнаружив, что за прошедшие десятилетия полюс действительно изменил своё положение, Амундсен вернулся на корабль, проведя в походе семь недель.
После этого, судя по дневникам членов экспедиции, Амундсен охладел к магнитным исследованиям и переключился на этнографию эскимосов, как оказалось в дальнейшем, его открытия в этой области способствовали успеху его экспедиций. В начале 1905 года он обнаружил у эскимосов сифилис и настрого запретил команде общаться с местными женщинами. В феврале отношения с эскимосами испортились: не имея понятия о частной собственности, местные жители позаимствовали съестные припасы из трюмов «Йоа», после чего Начальник взорвал ледяное иглу с помощью динамита и вообще стал относиться к аборигенам крайне воинственно.
13 августа 1905 года после двух лет ледяного плена корабль продолжил плавание и уже 26 августа оказался в заливе Маккензи у острова Хершел — месте зимовки китобоев. К удивлению Амундсена, все они были в курсе его экспедиции: брат Леон при поддержке Нансена провёл в США большую рекламную кампанию. Амундсен для закрепления отношений поделился с зимовщиками мучными продуктами, которых на «Йоа» было в избытке. Несмотря на то, что канадское побережье и северные берега Аляски в августе — сентябре 1905 года были свободны ото льда, Амундсен решил остаться на третью зимовку. Его спутники недоумевали о причинах такого решения: Амундсен объяснял зимовку именно тяжёлым состоянием льдов. Т. Буманн-Ларсен полагал, что главной причиной было то, что Начальник считал двухгодичное путешествие слишком кратким, ведь эпохальные экспедиции Нансена и Свердрупа длились 3 и 4 года, соответственно.
Поскольку «Йоа» была лишена прямой связи со внешним миром, Амундсен 24 октября 1905 года на нартах с 12 собаками и эскимосской семейной парой в качестве ассистентов выступил в 800-километровый путь до ближайшего телеграфа в Игл-Сити на Аляске — золотопромышленного города на Юконе, куда и прибыл 5 декабря. Лучший дневной переход равнялся 65 км за 10 часов. Первая телеграмма была послана брату Леону, 9 декабря удалось связаться с Нансеном. За время отсутствия Амундсена резко изменилась политическая ситуация — Норвегия стала независимой страной. По совету Нансена, Амундсен известил о своём успехе нового короля Хокона VII.
3 февраля 1906 года Амундсен пустился в обратный путь на остров Хершел и прибыл на «Йоа» 12 марта, преодолев 800 км за 30 походных дней. Вскоре началось потепление: уже 22 марта температура поднялась выше нуля, заболел самый младший член команды — Густав Вик. Лечением его занимался Амундсен, поначалу последовало улучшение, но 30 марта болезнь обострилась. К врачу, имевшемуся у китобоев, обратились слишком поздно, и 31 марта Вик скончался.
Только 1 июля 1906 года «Йоа» смогла сняться с места, мыс Барроу преодолели 30 августа в сильный шторм. На этом покорение Северо-западного прохода было завершено. 19 октября «Йоа» прибыла в Сан-Франциско, где стеснённый в средствах Амундсен продал яхту норвежскому землячеству для публичного обозрения. 18 ноября команда прибыла в Кристианию.
Экспедиция тяжело далась Амундсену. В «Автобиографии» он писал:

…По возвращении все определяли мой возраст между 59 и 75 годами, хотя мне было только 33.

### После экспедиции
По словам Р. Хантфорда, Фритьоф Нансен, став норвежским посланником в Великобритании, «был пионером использования не связанных с политикой знаменитостей в целях политической пропаганды». Слава покорителя Северо-западного прохода должна была использоваться для повышения авторитета Норвегии в мире, Нансен постоянно торопил Амундсена с возвращением из США. Однако Амундсен отбыл прямо в Кристианию, где премьер-министр К. Миккельсен 20 ноября 1906 года вручил ему Большой крест ордена св. Олафа — король находился в Лондоне; в тот день у школьников отменили занятия. Доклад Амундсена в Лондоне на заседании Королевского географического общества был намечен на 11 февраля 1907 года, но результаты его были более чем скромными, а визит полярника в Британию вообще не афишировался. Для современников стало своего рода загадкой прохладное отношение британцев к норвежскому герою, о чём говорилось в возмущённом письме Норвежского генерального консульства, адресованном Амундсену. Напротив, лекционное турне Амундсена по разным странам Европы проходило чрезвычайно успешно. Всё лето заняла подготовка книги об экспедиции, выпущенной в Норвегии тиражом 10 000 экземпляров. 20 апреля 1907 года было опубликовано официальное постановление стортинга, в котором бюджет экспедиции на «Йоа» был оценён в 160 000 крон, причём эта сумма была признана «незначительной для благополучного преодоления Северо-западного прохода под норвежским флагом». К тому времени долг Амундсена составлял 80 000 крон (поверенным в делах экспедиции был Александр Нансен — младший брат Фритьофа). В тот же день стортинг ассигновал 40 000 крон для покрытия наиболее срочных долгов полярника, хотя официально это было оформлено как покупка научных материалов экспедиции норвежским государством.
24 января 1907 года Амундсен был избран иностранным почётным членом Русского географического общества.

## Покорение Южного полюса

### Предыстория
В автобиографии Амундсен писал:

Следующей задачей, которую я задумал разрешить, было открытие Северного полюса. Мне очень хотелось самому проделать попытку, предпринятую несколько лет тому назад доктором Нансеном, а именно — продрейфовать с полярными течениями через Северный полюс поперёк Северного Ледовитого океана. 
По мнению Т. Буманн-Ларсена, полярная гонка, развернувшаяся в Арктике и Антарктике в период 1908—1912 годов, была состязанием не стран, а личностей. Американцам Фредерику Куку и Роберту Пири, боровшимся за Северный полюс, не требовалось научного камуфляжа: в США рекорд — достаточное основание для экспедиции. Эрнест Шеклтон (считавшийся главным соперником Роберта Скотта по пути на Южный полюс) и Руаль Амундсен вынуждены были на первое место ставить научные исследования. Вдобавок в тогдашнем мире существовало единственное судно, специально предназначенное для дрейфа в паковых льдах, и это был «Фрам», приоритетными правами на который обладал Нансен, строивший планы достижения Южного полюса.
Судя по переписке, впервые Амундсен заговорил о своих северополярных планах с Нансеном в феврале 1907 года, когда оба они были в Лондоне. Ситуация к тому располагала: в 1906 году Пири смог достигнуть только 87° с. ш., Амундсену марш-бросок на санях по паковым льдам от материковой базы казался бесперспективным. В теоретическом плане проект достижения Северного полюса Амундсеном всецело опирался на расчёты Нансена. Поскольку ветка трансполярного течения, начинающаяся от Новосибирских островов, не достигала Северного полюса, предстояло отправляться от мыса Барроу; дрейф в этом случае должен был занять по расчётам от 4 до 5 лет. Нансен, однако, прямого ответа не дал. Через три месяца Амундсен направил ему почтительное, но настойчивое по тону письмо, в котором напоминал о февральском разговоре и просил дать ответ не позднее осени. Слухи о новых планах Амундсена просочились в прессу в конце августа, а 3 сентября 1907 года Амундсен дал газете «Афтенпостен» сенсационное интервью, в котором заявил, что рассматривает планы использования в санной упряжке белых медведей, чем ещё больше подогрел ажиотаж.
В письме сэру Клементу Маркхэму — бывшему президенту Королевского географического общества и своему другу — Нансен описывал дальнейшее:

В 1907 году я снова начал было заниматься своей подготовкой. Как раз в это самое время явился Амундсен и рассказал мне о своём плане — пройти на малом судне Беринговым проливом до кромки льдов, высадиться на лёд и проделать вместе с ним дрейф через Северный Ледовитый океан. Дрейфовать на судне он опасался. Я напрямую сказал ему, что одобрить его план не могу… Случись ему решиться на такую экспедицию, для этого есть одна возможность — проводить её на «Фраме», который построен специально для плавания во льдах. Но тогда возникнут трудности, потому что я сам собираюсь воспользоваться «Фрамом» для своей экспедиции к Южному полюсу. Тогда он спросил, не соглашусь ли я взять его с собой сначала в мою экспедицию, с тем чтобы после он мог получить «Фрам» для своего дрейфа в Ледовитом море.

Амундсен пришёл к Нансену в конце сентября или в начале октября 1907 года, в момент, когда великий полярник и учёный переживал острый нравственный кризис: после сильнейших размолвок с женой Нансен вновь восстанавливал их отношения. Свидетельницей беседы родителей стала старшая дочь Нансена — Лив (тогда ей было 14 лет), которая в своих мемуарах 1955 года писала, что Ева Нансен произнесла единственную фразу: «Я знаю, чем всё это кончится». После этого Нансен спустился в гостиную к ожидающему его Амундсену и сказал коротко: «Вы получите „Фрам“».

### Приготовления
Обещание Нансеном «Фрама» не было даром: судно являлось государственной собственностью. Амундсен обратился к правительству за субсидией, необходимой для реконструкции судна, выдержавшего две арктические экспедиции. Эта субсидия, достигавшая 75 000 крон, была получена по постановлению стортинга 9 февраля 1909 года. Осенью 1907 года Амундсен отправился в турне по США для сбора недостающих средств. Оно началось 20 октября выступлением в Карнеги-Холл, которое прошло неудачно — собралось только 300 человек, в основном норвежцев, в зале, вмещающем более 2000 зрителей. Тем не менее, к Рождеству Амундсену удалось выручить 1000 долларов чистой прибыли, о чём он сообщал брату Леону. Также одной из целей поездки в США была встреча со старым другом — доктором Куком, однако 7 ноября Амундсен получил от него письмо, написанное в чрезвычайно обтекаемых выражениях: Кук отправлялся в поход на Северный полюс, но не желал извещать об этом коллегу и друга. В США Руаль Амундсен получил известия о кончине Евы Нансен, и, хотя её кремация была закрыта для всех, Леону Амундсену удалось передать венок. Турне по США закончилось в мае 1908 года, но целей не оправдало — денег отчаянно не хватало, удалось только погасить долги по экспедиции на «Йоа». Тем не менее, Амундсен, вернувшись из Америки, купил себе дом в 15 км к юго-востоку от Кристиании на берегу Буннефьорда в Свартскуге; холостяцкий коттедж получил имя «Ураниенборг».
Летом 1908 года Амундсен в течение двух месяцев по рекомендации Нансена прошёл курс океанографии у Б. Хелланн-Хансена в Бергене. 10 ноября Амундсен огласил свой план на заседании Географического общества Норвегии в присутствии Нансена и дипломатического корпуса. На следующий день — 11 ноября 1908 года — король Хокон VII и королева Мод пожертвовали будущей экспедиции 30 000 крон. К Амундсену стали стекаться заявки от желающих участвовать в экспедиции, 24 ноября пришло письмо из Шиена от Фредерика Ялмара Йохансена, ходатайство немедленно было удовлетворено. 25 января 1909 года Амундсен сделал доклад на заседании Королевского географического общества в Лондоне, встреченный восторженно. Тогдашний секретарь общества — Скотт Келти — одновременно освещал в лондонской «Таймс» новости полярных исследований. Перед заседанием Амундсен был удостоен аудиенции короля Эдуарда VII.

### Изменение планов
Летом 1909 года в Лондон вернулся Эрнест Шеклтон, не дошедший в начале того же года до Южного полюса 180 км. 1 сентября 1909 года старый друг и соратник Амундсена Фредерик Кук официально объявил о достижении Северного полюса 21 апреля 1908 года. 7 сентября того же года о достижении Северного полюса объявил и Роберт Пири: по его заявлению, это произошло 6 апреля 1909 года. В прессе упорно муссировались слухи, что следующей целью Пири (как и Кука) будет Южный полюс, аналогичные экспедиции готовили: во Франции — Жан-Батист Шарко, в Германии — Вильгельм Фильхнер, в Японии — Нобу Сирасэ. Готовились экспедиции в Бельгии и Австралии (Дуглас Моусон). Никто из них, включая Роберта Скотта, не называл конкретных дат начала экспедиции.
В сложившейся ситуации Амундсен принял мгновенное решение: его целью отныне стал противоположный полюс. Утром 8 сентября он отбыл в Копенгаген, где тогда находился доктор Кук. Одновременно с ним в столице Дании оказался и Отто Свердруп, который публично заявил, что «Пири напрасно 26 лет искал Северный полюс». Вероятно, в результате разговора с Фредериком Куком, 9 сентября Амундсен сделал заказ компании «Королевская гренландская торговля» на приобретение более 50 ездовых гренландских лаек, 14 полных комплектов эскимосской меховой одежды, полярной обуви, материалов для её ремонта, необработанных оленьих шкур и т. п. Первоначально предполагалось всё это закупить на Аляске. Тем самым становится понятно, что по крайней мере 9 сентября 1909 года Амундсен решился на штурм Южного полюса.
13 сентября о своих планах достижения Южного полюса заявил Роберт Скотт, чья экспедиция имела политическую цель: «достижение Южного полюса, с тем, чтобы честь этого свершения доставить Британской империи». В октябре в Кристианию прибыл Эрнест Шеклтон, на чествовании которого выступил и Амундсен — с той поры их связывали дружеские узы. В ноябре Амундсен отправился в США заказывать провиант для экспедиции; в Америке полным ходом шли судебные разбирательства между Пири и Куком. К тому времени об изменении планов Руаля Амундсена было известно всего трём людям, давшим подписку о неразглашении: Леону Амундсену, Бьорну Хелланд-Хансену и командиру «Фрама» Торвальду Нильсену. В начале 1910 года обо всём узнал и Фриц Цапфе, намеревавшийся участвовать в походе, но потом от него отказавшийся.
Всю первую половину 1910 года Амундсен вёл уединённый образ жизни, вообще не показываясь на публике. Необходимые работы по экспедиции велись прямо на его вилле «Ураниенборг» в Свартскуге. Из Гренландии доставили 90 кобелей и 10 сук местной породы лаек; первоначально Амундсен хотел взять двух каюров-эскимосов, отлично зарекомендовавших себя в экспедициях Пири, но потом пришёл к выводу, что в Антарктиде они будут такими же новичками, как и норвежцы. На Пасху в Норвегию приехал Роберт Скотт, чтобы испытать моторные сани для экспедиции «Терра Нова» и встретиться с Нансеном и Амундсеном — ведущими полярниками мира, проконсультироваться с ними и обменяться информацией: Скотт рассчитывал, что его экспедиция в Антарктиде и арктическая команда Амундсена будут действовать по единому научно-исследовательскому плану. Амундсен не ответил на письма и телеграммы Скотта, а также на его телефонные звонки. Впоследствии он писал:

Я знал, что успею сообщить капитану Скотту о своём расширенном плане во всяком случае до того, как он покинет цивилизованный мир, несколько месяцев раньше или позже тут большой роли не играли. Планы и снаряжение Скотта настолько отличались от моих, что я считал телеграмму, которую послал ему впоследствии, сообщая о нашем отплытии в Антарктику, скорее зна́ком вежливости, чем посланием, рассчитанным на то, чтобы он хоть как-то изменил свою программу. Английская экспедиция ставила своей задачей научные исследования. Полюс для неё был, так сказать, второстепенным делом, а в моём расширенном плане он стоял на первом месте.
Накануне выхода в море финансовый дефицит Амундсена достиг 150 000 крон, при этом неоткуда было взять денег даже для обратного рейса «Фрама». Спонсор неожиданно нашёлся в Аргентине: это был магнат-скотовод дон Педро Кристо́ферсен, переселившийся в Новый свет в 1871 году. Его брат Кристофер Кристоферсен стал в 1910 году норвежским послом в Аргентине, а до того занимал пост министра иностранных дел (в 1908—1910 годах) и был близко знаком с Нансеном. Дон Педро безвозмездно обеспечил «Фрам» керосином и необходимыми припасами. Тем не менее, Амундсен залез в долги и был вынужден заложить свой дом за 25 тыс. крон. Из Кристиании «Фрам» вышел 7 июня 1910 года в полночь, его отплытие наблюдал из своего кабинета Нансен, который позднее признался сыну Одду, что это был самый горький час его жизни.

### Путь в Антарктиду
Ведение всех своих дел Руаль Амундсен вновь передал брату Леону. Ещё до выхода «Фрама» из Кристиании Леон Амундсен совершил поездку на Мадейру, где проверил количество и качество запасов для перехода команды его брата в Антарктиду, последующей зимовки и штурма полюса. «Фрам» пришёл в Фуншал 6 сентября 1910 года. На несколько дней команда была отпущена в увольнение, все (включая Л. Амундсена) собрались на борту в половине пятого вечера 9 сентября. Тогда Амундсен всего за 15 минут сообщил своей команде о радикальной смене маршрута, причём команда известия о коротком марш-броске к полюсу вместо многолетнего дрейфа приняла с большим энтузиазмом. Леон Амундсен сошёл на берег, увезя три письма брата, адресованных королю, Нансену и норвежскому народу. Ни стортинг, ни премьер-министра Амундсен оповещать не стал, королю и Нансену послания были доставлены 1 октября. Королю послание вручал лично Л. Амундсен, он же давал необходимые объяснения, письмо для Нансена было передано Б. Хелланд-Хансену. Т. Буманн-Ларсен отмечает, что письмо Нансену было написано в умоляющих тонах, а также описывает своеобразную орфографию Амундсена, которая впервые появилась в его письмах и дневниках с осени 1909 года.
Письмо Руаля Амундсена норвежскому народу (с поправками Леона Амундсена) было перепечатано многими газетами Норвегии 2 октября. В тот же день Леон Амундсен отправил в Крайстчерч телеграмму на английском языке за подписью брата, адресованную Роберту Скотту: «Имею честь сообщить „Фрам“ направляется Антарктику. Амундсен». Адресата она достигла 12 октября. Новости были восприняты в Норвегии спокойно, прокомментировать заявление Амундсена попросили Карстена Борхгревинка. Полярник заявил, что северные олени — лучшая тягловая сила, чем собаки, и пожалел, что ни Амундсен, ни Скотт не используют их. Кроме того, он утверждал, что с самого начала понял, куда направлялся Амундсен, учитывая, что в списке снаряжения было 100 собак и разобранный дом с печью. О последнем писал и Ялмар Йохансен в своём дневнике, выказывая удивление, что даже Нансен не догадался об истинной цели похода, хотя и недоумевал о множестве собак.
Высадка команды Амундсена на побережье Китовой бухты прошла 15 января 1911 года, к тому времени собак естественным образом стало 116 голов. Перевозка строительных материалов проходила 15—16 января 1911 года (на ней было занято 80 собак, работавших в упряжке по 10 через день), под крышу зимовочный дом был подведён уже 21 января. Новоселье отпраздновали 28 января, дом получил имя «Фрамхейм». В этот день было перевезено более 900 ящиков с провиантом с судна на базу. 4 февраля Китовую бухту посетил барк «Терра Нова» — экспедиционное судно Роберта Скотта; некоторые его члены экипажа посетили и «Фрам», и береговую базу Амундсена.
Участник экспедиции Скотта Эпсли Черри-Гаррард писал, что, узнав новости о прибытии Амундсена, английская команда несколько часов была обуреваема желанием немедленно плыть в Китовую бухту и расправиться с норвежцами. Позднее он переменил мнение:

…Амундсен был исследователем высочайшего интеллекта, по складу ума больше напоминавшим еврея, чем скандинава; достаточно вспомнить, с какой дальновидностью, руководствуясь одной лишь логикой, он выбрал место для зимовки. Признаюсь, в тот момент мы все его недооценивали и не могли избавиться от ощущения, что он хочет опередить нас обманным путём.
Если в Англии известие о встрече конкурирующих команд вызвало смешанные чувства у публики, то в Норвегии произошёл мгновенный взрыв патриотизма и чувства конкуренции; одновременно фонд экспедиции стал быстро пополняться пожертвованиями. 5 июня 1911 года Леон Амундсен посетил Лондон, где встречался с импресарио Фритьофа Нансена — Джеральдом Кристи, а также с Эрнестом Шеклтоном и Дугласом Моусоном, которые в грядущей информационной войне приняли сторону Руаля Амундсена. Президент Королевского географического общества лорд Керзон во время встречи с Л. Амундсеном заявил: «Пусть победит сильнейший!»

### Зимовка
Список участников похода к Южному полюсу Амундсен огласил 1 декабря 1910 года, когда «Фрам» ещё находился в море. В состав зимовочного отряда вошли следующие лица:
| 1. Руаль Амундсен (норв. Roald Amundsen) — начальник экспедиции, начальник санной партии в походе к Южному полюсу. 2. Олаф Бьоланд (норв. Olav Bjaaland) — опытный лыжник и плотник. 3. Оскар Вистинг (норв. Oscar Wisting) — лыжник и каюр. Служил артиллеристом на Хортенской верфи. Амундсен взял его в команду, несмотря на то, что Вистинг не умел ходить на лыжах и обращаться с собаками, но быстро всему научился. 4. Йорген Стубберуд ( Jørgen Stubberud) — плотник, участник похода к Земле короля Эдуарда VII. 5. Кристиан Преструд (норв. Kristian Prestrud) — лейтенант ВМФ Норвегии, непосредственный начальник Вистинга на Хортенской верфи, начальник санной партии к Земле короля Эдуарда VII. В экспедиции проводил метеорологические и прочие измерения. 6. Фредерик Ялмар Йохансен (норв. Fredrik Hjalmar Johansen) — капитан запаса норвежской армии, участник Норвежской полярной экспедиции в 1893—1896 годах. Самый опытный каюр в экспедиции. 7. Хельмер Хансен (норв. Helmer Hanssen) — лыжник. 8. Сверре Хассель (норв. Sverre Hassel) — лыжник. 9. Адольф Хенрик Линдстрём (норв. Adolf Henrik Lindstrøm) — кок и провиантмейстер, участник экспедиций Свердрупа и Амундсена. |

Амундсен подбирал команду исходя из двух критериев: личной преданности начальнику и полярного опыта. В результате Преструд и Бьоланд впервые оказались в полярной экспедиции. Йохансен и Сверре Хассель представляли в команде Нансена и Свердрупа, с которыми работали раньше.
10 февраля 1911 года Амундсен, Йохансен, Хансен и Преструд отправились на 80° ю. ш. на трёх санях, достигнув места назначения 14-го числа. Они должны были заложить базовый склад для похода на Юг. Вернулись они 16 февраля, днём ранее «Фрам» покинул Китовую бухту. Последующие походы группы Амундсена на юг базировались на лагере 80-й широты. Дорога размечалась бамбуковыми вехами с чёрными флагами; когда вехи закончились, их отлично заменила сушёная треска - она служила ориентиром для ездовых собак. Остававшиеся на базе люди заготовили более 60 т тюленины. В результате трёх походов (до 11 апреля) были заложены склады вплоть до 82° ю. ш., куда были свезены свыше 3000 кг провианта, в том числе 1200 кг тюленины, и горючего. В последнем (апрельском) походе начальник не участвовал: он страдал кровотечениями из прямой кишки и оправился только к июню. Это были последствия травмы, полученной ещё на «Йоа». Командовал последним походом Йохансен как самый опытный полярник в команде.
Полярная ночь на широте «Фрамхейма» началась 21 апреля 1911 года и длилась до 24 августа. Зимовка проходила в благоприятной обстановке, для необходимых работ норвежцы построили подснежный городок, где была даже сауна, и могли на несколько часов в день уединяться. Зимовщики имели граммофон и набор пластинок, в основном классического репертуара. Для развлечения служили карты и дартс, а также чтение (библиотека включала 80 книг). Амундсен вспоминал, что во «Фрамхейме» особой популярностью пользовался детектив «Экспресс Рим — Париж». Ялмар Йохансен писал в дневнике:

12 апреля: мы живём теперь поистине роскошно, при хорошей еде и хороших напитках. Сегодня подали великолепный обед: куриный суп, жареную телячью грудинку, спаржу, на десерт — пудинг, из напитков — водку, портвейн, фруктовую воду, кофе и ликёр «Бенедиктин». В двери уже стучится Пасха — впереди целая неделя отдыха и беззаботной жизни. Сегодня вечером настал черёд мне и Преструду основательно помыться: после ужина для двоих человек есть возможность принять в кухне ванну.

Всю полярную зиму шла интенсивная подготовка к походу. Бьоланд, убедившись, что поверхность ледника ровна, уменьшил вес саней с 80 до 30 кг, — изначально их предназначали для тяжёлого рельефа. Йохансен всю зиму занимался укладкой провианта, чтобы не тратить время на его распаковку и взвешивание в пути. Всего он разложил в строгом порядке 42 000 овсяных галет, вскрыл 1321 банку пеммикана, разломал кусочками 100 кг шоколада и набил 203 «колбасы» сухим молоком. В продовольственный ящик укладывалось 5400 галет или 4 ряда кусков пеммикана. Поскольку они имели форму консервной банки (12 см диаметра и 5 см высоты), ромбовидные промежутки заполнялись молочными «колбасами», а прочее пространство — кусочками шоколада. Стандартный дневной рацион команды Амундсена в походе составлял: 40 галет (400 г), 75 г сухого молока, 125 г шоколада и 375 г пеммикана, всего 975 г твёрдой пищи. К этому следует добавить тюленину и собачину, которые также употреблялись регулярно. Энергетическая ценность рациона 4560 килокалорий (у команды Р. Скотта — 4430). Суточные энергетические расходы члена команды у Амундсена составляли примерно 4500 килокалорий (5500 килокалорий у Р. Скотта).

### Неудачный выход к полюсу
К наступлению полярного дня Начальником руководило нетерпение — его команда находилась в 650 км от группы Скотта и на 96 км ближе к полюсу, поэтому нельзя было судить о погодных условиях у конкурентов (Тогда ещё не было известно, что во «Фрамхейме» было холоднее, чем на базе Скотта. Средняя зимняя температура достигала у Амундсена −38 °C, у Скотта −27 °C, но основной тягловой силой у Скотта были лошади, что определяло более поздние сроки выхода). Амундсена особенно беспокоили известия о моторных санях Скотта, поэтому он решил выступать 1 сентября 1911 года. Однако даже за 4 дня до отправления температура не поднималась выше −57 °C. Только 31 августа потеплело до −26 °C, но дальше погода опять испортилась.
В команду вошли 8 человек (кроме Линдстрёма — бессменного хранителя базы) и 86 собак. Первая попытка похода к Южному полюсу была предпринята 8 сентября 1911 года при −37 °C. Йохансен считал этот выход преждевременным, но обязан был подчиниться. Поход оказался неудачным: при падении температуры до −56 °C лыжи не скользили, а собаки не могли спать. Взятая в поход водка замёрзла.
Полярники решили добраться до склада на 80° ю. ш., разгрузить там нарты и возвращаться во «Фрамхейм». 16 сентября Амундсен вместе с Вистингом и Хансеном, имевшим лучшие собачьи упряжки, устремился обратно на базу, не позаботившись о безопасности своих товарищей, находившихся в более сложных условиях. Возвращение превратилось в неорганизованное бегство, в котором каждый полярник оказался предоставлен сам себе. Интервал времени между возвращением членов экспедиции во «Фрамхейм» составил 6 часов, на базе даже не был зажжён фонарь, чтобы облегчить отставшим ориентацию в пространстве. На этом пути Йохансен спас менее опытного Преструда от верной смерти в снежной метели и на экстремальном холоде −60 °C: у того пала вся собачья упряжка. У Йохансена даже не было палатки и примуса, их одолжил ему Хассель. Результатом были обморожения ног у трёх человек, лечение которых растянулось. Йохансена и Преструда Амундсен встретил вопросом: «Куда вы запропастились?!»
Наутро по возвращении во «Фрамхейм» Йохансен, основываясь на своём опыте полярных путешествий с Нансеном, подверг резкой критике руководство Амундсена. Раздражённый оппозицией, Амундсен исключил Йохансена из полярной партии, несмотря на то, что он был самым опытным каюром экспедиции. Отношения были испорчены окончательно: Амундсен и Йохансен не разговаривали до самого 20 октября. Йохансен вместе с поддержавшими его Преструдом и Стубберудом вместо престижного похода к географическому полюсу были направлены Амундсеном во второстепенную экспедицию к Земле короля Эдуарда VII. Кроме того, капитан Йохансен отныне был подчинён заведомо менее подготовленному тридцатилетнему лейтенанту Преструду. Р. Хантфорд сравнил отношения Амундсена и Йохансена с размолвками Скотта и Шеклтона в экспедиции на «Дискавери».

### Покорение Южного полюса
Только в октябре 1911 года появились признаки антарктической весны. Тем не менее погода в сезон 1911/1912 годов была аномально холодной: температуры держались между −30 °C и −20 °C, при норме −15…−10 °C.
20 октября в путь отправились пятеро участников полярного похода. У них было 4 нарт и 52 собаки. Йохансен посчитал, что этого ресурса не хватит для успешного возвращения. Первого склада на 80° ю. ш. достигли 23 октября и устроили двухдневный привал. Начиная с 26 октября экспедиция стала строить снежные пирамиды высотой около 2 м для ориентации в пространстве (частая пасмурная погода на леднике Антарктиды вообще приводит к дезориентации), их воздвигали через каждые 3 мили. Начальные 180 миль пути были размечены шестами с флагами и прочими вехами. Последний из заложенных ранее складов был достигнут 5 ноября в густом тумане. Далее путь проходил по неизвестной территории. 9 ноября команда достигла 83° ю. ш., где был заложен большой склад для обратного пути. Здесь пришлось пристрелить нескольких беременных сук, которые были закопаны в снег про запас. 11 ноября показались Трансантарктические горы, самые высокие вершины получили имена Фритьофа Нансена и дона Педро Кристоферсена. Здесь были собраны и оставлены на промежуточном складе геологические образцы. 17 ноября команда подошла к границе шельфового ледника, предстоял подъём на Полярное плато. До полюса оставалось 550 км.
Сначала Амундсен предполагал сокращать группу по мере похода, чтобы до Полюса добралось не более двух человек. Не обошлось без скандала: 19 ноября Начальник решил отправить назад Хасселя и Бьоланда, после чего последний ползал перед Амундсеном на коленях и крайне униженно просил переменить решение. Сведения об этих событиях остались только в дневнике Хасселя, Амундсен ограничился в тот день описанием горных панорам.
В последний рывок на полюс Амундсен брал провианта на 60 дней, 30-дневный запас оставался на складе 84° ю. ш. Собак к этому времени осталось 42. Было решено подняться на плато, забить 24 собаки и с 18 двинуться к полюсу. По пути предполагалось забить ещё шесть собак, в лагерь должны были вернуться 12 животных. Планы полностью оправдались.
Подъём на плато начался 18 ноября под сенью горы Бетти, названной так в честь старой няньки Амундсена — шведки Элизабет Густавсон. В первый день команда прошла 18,5 км, поднявшись на 600 м над уровнем моря. Вистинг и Хансен разведали подъём по леднику высотой около 1300 м, протяжённости которого определить не удалось (он получил имя Акселя Хейберга). Далее были другие перевалы, высотой до 2400 м.
21 ноября был пройден 31 км с подъёмом на высоту 1800 м.

Подводя итог этому дню… видишь, на что способны хорошо тренированные собаки. И ведь сани оставались достаточно тяжёлыми. Надо ли говорить что-нибудь ещё, не достаточно ли одного этого факта?

Лагерь 21 ноября получил название «Бойни»: каждый каюр убивал своих собак, на которых пал выбор, Амундсен в этом не участвовал, взяв на себя обязанности кока. 24 собаки были разделаны и захоронены в ледник, а также частично съедены на месте. На короткое время выглянуло солнце, после чего удалось определить, что экспедиция достигла 85° 36’ ю. ш. Двухдневный отдых с обильной пищей подкрепил собак, однако дальше команда встретилась с огромными трудностями, о чём свидетельствуют данные этим местам названия: Чёртов ледник и Танцплощадка дьявола. Это были зоны глубоких трещин на высоте 3030 м над уровнем моря и крутой ледник. Обнаруженные дальше горы получили имя Хелланд-Хансена. Амундсен беспокоился: альпинистское оборудование осталось на складе внизу, но удалось найти относительно пологий ледник для подъёма.
Температуры всё это время держались на уровне −20 °C при штормовых ветрах, собаки и члены команды страдали от горной болезни. Постоянные штормовые ветры приносили новые проблемы. Амундсен писал:

Ну и вид был у нас! Вистинг, Хансен и я особенно пострадали во время последнего бурана, у каждого из нас левая щека превратилась в сплошную болячку, из которой сочились сукровица с гноем.

6 декабря норвежцы достигли наивысшей точки на пути — 3260 м над уровнем моря — и в тот же день побили рекорд Шеклтона 1909 года. Нервы команды были на пределе: часто разгорались мелкие ссоры. Сверре Хассель откровенно называет в дневнике Начальника — «склочником», а Вистинга и Хансена — «его прихлебателями».
Полюса Амундсен и товарищи достигли 14 декабря 1911 года в 15:00 по времени «Фрамхейма». Равнина, окружающая его, была названа именем Хокона VII (Шеклтон назвал её в честь Эдуарда VII). Покорение полюса отпраздновали курением сигар, припасённых Бьоландом. Поскольку сигар было восемь — по числу первоначальных участников команды, то оставшиеся три сигары были подарены Амундсену — их путешественники раскурили на Рождество.
Из-за острых дебатов, которыми сопровождались обсуждения отчётов полярных экспедиций и, в частности, конкурирующих утверждений Фредерика Кука и Роберта Пири о достижении ими Северного полюса первыми, Амундсен подошёл к определению географического положения с особой ответственностью. Амундсен полагал, что его инструменты позволят определить местоположение с погрешностью не лучше одной морской мили, поэтому он решил «окружать» полюс лыжными пробегами на удалении 10 миль от расчётной точки.
Поскольку теодолит был повреждён, обсервация производилась с помощью секстанта. Солнце за 24 часа совершило вокруг лагеря круг, не скрываясь за горизонтом. Выполнив измерения и вычисления, Амундсен определил, что их текущая позиция примерно на 5,5 миль (8,5 километра) удалена от математической точки Южного полюса. Это место было также «окружено» на лыжах.
17 декабря Амундсен решил, что находится в истинной точке Южного полюса и предпринял новый 24-часовой цикл измерений, причём каждую обсервацию выполняли два человека с тщательной фиксацией в навигационном журнале. Четверо из пяти путешественников имели квалификацию навигатора (кроме Олафа Бьоланда).
На этот раз из вычислений Амундсена следовало, что группа находится в 1,5 милях (около 2,4 километра) от полюса, и двое экспедиционеров пометили флагами и «окружили» расчётное место.
Таким образом, ради достоверности покорения Южный полюс был «окружён» экспедицией трижды. На полюсе была оставлена шёлковая палатка — «Пульхейм» — с письмами Роберту Скотту и королю Норвегии. Хассель в дневнике писал, что, если Скотт доберётся до полюса, ему будет неприятно обнаружить там палатку с норвежским флагом и вымпелом «Фрама»…
Амундсен оставил на Южном полюсе письмо следующего содержания:

Дорогой капитан Скотт,
поскольку Вы, вероятно, станете первым, кто достигнет этого места после нас, я любезно прошу направить это письмо королю Хокону VII. Если Вам пригодятся любые из вещей в этой палатке, не стесняйтесь их использовать. С уважением желаю Вам благополучного возвращения.
Искренне Ваш, Руаль Амундсен.
Оригинальный текст (англ.)
Dear Captain Scott,
As you probably are the first to reach this area after us, I will ask
you kindly to forward this letter to King Haakon VII. If you can use any of the articles left in the tent please do not hesitate to do so. With kind regards I wish you a safe return.
Yours truly, Roald Amundsen.

Возвращались быстро: Чёртов ледник был достигнут 2 января 1912 года, спуск занял один день. Погода резко испортилась: спустился туман. В тумане 5 января экспедиция едва не пропустила Бойню, которую случайно нашёл Вистинг, наткнувшись на собственную сломанную лыжу. В тот же день разыгрался шторм при температуре −23 °C. Достигнутый успех, однако, не подействовал в лучшую сторону на отношения членов команды: однажды Бьоланда и Хасселя сурово отчитали за храп. Хассель в дневнике жаловался, что Амундсен «всегда избирает самый неприязненный и надменный тон выговора»; к тому времени хорошие отношения с Начальником сохранил один только Х. Хансен.
7 января норвежцы были у подножья ледника Акселя Хейберга, в том же месте, которое покинули 19 ноября, на высоте 900 м над уровнем моря. Здесь команда приняла новый распорядок: после 28 километров перехода делался 6-часовой привал, затем — новый переход и т. д. После нового сбора геологических данных была убита одна собака (осталось 11), и у подножья ледника в каменной пирамиде были захоронены 17 л керосина в бидоне и спички. У экспедиции было провианта на 35 дней пути и промежуточные склады на каждом градусе широты. С того дня экспедиционеры каждый день ели мясо.
Во «Фрамхейм» команда прибыла в 04:00 26 января 1912 года с двумя нартами и 11 собаками. Пройденное расстояние составило чуть менее 3000 км, таким образом, за 99 дней пути средний переход составил 24,6 км.
Сверре Хассель в дневнике оставил важную заметку об отношении Амундсена к походу: накануне возвращения во «Фрамхейм» Начальник вспомнил, как лейтенант Преструд заявил перед выходом, что не суть важно, кто первым придёт к полюсу — норвежцы или англичане. Амундсен был возмущён этими словами. 25 января Начальник решительно заявил, что «не согласился бы стать на полюсе вторым и за миллион».

### Возвращение
Нервное напряжение Амундсена только возросло после возвращения с полюса, тем более, что он не знал, что уже одержал победу над Скоттом: предстояло как можно быстрее вернуться к цивилизации и сообщить о результатах. Внешне это выразилось в том, что в дневнике и письмах Амундсен вообще перестаёт придерживаться общепринятой норвежской орфографии. Вечером 30 января «Фрам» в густом тумане покинул Китовую бухту и около 5 недель пересекал поля паковых льдов, направляясь в Хобарт, хотя Литтелтон в Новой Зеландии был ближе, но это была главная база Скотта.
В Хобарт «Фрам» прибыл 7 марта 1912 года (изнурённую команду Скотта в этот момент отделяло от антарктической базы более 300 км). На берег сошёл один только Амундсен с папкой, содержащей тексты телеграмм, составленных заблаговременно. О Скотте не было никаких известий. Амундсен инкогнито снял номер в портовой гостинице, после чего немедленно связался с Норвегией, отправив три телеграммы — брату Леону, Нансену и королю, даже спонсорам известия были отправлены позже. В утренней телеграмме от брата сообщалось, что Леон Амундсен к тому времени продал эксклюзивные права на публикацию материалов о Норвежской полярной экспедиции лондонской газете Daily Chronicle. Гонорар Руаля Амундсена составил 2000 фунтов — по наивысшей ставке. Неоценимую помощь в заключении договора оказал Эрнест Шеклтон. По условиям контракта, Амундсену принадлежало исключительное право публикации отчётов и дневников всех участников экспедиции. Они не могли публиковать что-либо без согласия Амундсена на протяжении трёх лет после возвращения. Телеграмма Нансену была весьма лаконична: «Спасибо за всё. Задача выполнена. Всё в порядке». С королём Норвегии Леону Амундсену встретиться не удалось — он заседал в штабе военных учений, но содержание телеграммы передал ему адъютант.
Только 11 марта 1912 года команде «Фрама» разрешили сойти на берег в Хобарте, выдав 10 шиллингов на карманные расходы. Ялмар Йохансен, не оправившийся от размолвки с Амундсеном, пустился в запой, 15 марта Амундсен расторг с ним контракт и отправил на родину. Его жене перестали перечислять содержание. Гонорар Йохансена составил 600 крон, что соответствовало 33 фунтам 10 шиллингам. Билет для Йохансена из Мельбурна до Кристиании обошёлся фонду экспедиции в 505 крон.
20 марта 1912 года Амундсен отбыл в лекционное турне по Австралии и Новой Зеландии, в тот же день получив известия, что издательство Якоба Дюбвада заключило с ним договор о книге о путешествии на сумму 111 тыс. крон — рекордную для того времени. 21 мая он прибыл в Буэнос-Айрес, выдавая себя за коммерсанта Энгельбрегта Гравнинга, торжественное чествование состоялось 30 мая в Норвежском обществе Ла-Платы. Команду отправили в Норвегию, «Фрам» оставался в Аргентине под присмотром лейтенанта Т. Нильсена.

## Жизнь Амундсена в 1912—1917 годах

### 1912 год
С 11 июня 1912 года Амундсен жил в поместье дона Педро Кристоферсена «Кармен» под Буэнос-Айресом, где писал книгу об экспедиции. Главы о морском переходе написал К. Преструд (не упоминаемый в книге как автор), текст пересылался в Норвегию и публиковался периодическими изданиями практически без литературной правки. К тому времени наметились два скандала: Фредерик Кук, желая восстановить свою репутацию и авторитет полярника, заявил, что намерен нанести в Норвегию визит и встретиться с Амундсеном. В это же время Леон Амундсен настаивал на исключении из книги «Южный полюс» любого упоминания о Куке.
Новые осложнения возникли в Лондоне, где отношение к Амундсену по мере ожидания вестей о Скотте менялось в худшую сторону. Хотя Королевское географическое общество первым по времени пригласило покорителя Южного полюса выступить с лекционным турне, его открытие было намечено сделать не в Альберт-холле, где прежде выступали Нансен, Пири и Шеклтон, а в Куинс-холле, на что Амундсен оскорбился. Лорд Керзон тогда же выступил с двусмысленным выражением об «изменившихся планах Амундсена», которое можно было истолковать и как критическое. Проблема была решена только после вмешательства короля Хокона VII — Амундсен был вынужден умерить свои амбиции.
1 июля 1912 года в Берген прибыли почти все участники экспедиции к Южному полюсу, за исключением Йохансена, который вернулся ещё 11 июня. 31 июля из Буэнос-Айреса через Копенгаген прибыл и Амундсен, который под псевдонимом Энгельбрегт Гравнинг так никем и не был опознан, хотя пользовался общественным транспортом. 20 августа в его честь был дан обед в королевском дворце, но остальное время Амундсен безвылазно сидел дома, оканчивая книгу об экспедиции.
Доклад Амундсена в Географическом обществе Норвегии был прочитан 9 сентября в присутствии дипломатического корпуса и королевского семейства, «став самым значительным мероприятием Общества за все 25 лет его существования». Нансена при этом не было — он находился в экспедиции на Шпицбергене. Сразу после выступления Амундсен отправился в Берген, откуда, после посещения нескольких норвежских городов, должен был отправиться в Швецию, Данию и Германию, оттуда — в Англию, Францию и Италию. Турне в США намечалось с началом 1913 года, причём предполагалось к лету перевести «Фрам» в Сан-Франциско и сразу после окончания гастролей отправиться к Берингову проливу и Северному полюсу. К тому времени фонд экспедиции на «Фраме» располагал 330 тыс. крон, в дальнейшем его планировалось пополнять гонорарами за книгу Амундсена и его выступления в разных странах мира.
14 ноября 1912 года Амундсен прибыл в Дувр, в тот же вечер в Лондоне был устроен грандиозный приём в честь полярника. К тому времени только что триумфально завершилось турне по Германии (принёсшее 40 000 марок) и Бельгии. 15 ноября произошёл скандал в Королевском географическом обществе в Лондоне: президент Общества — лорд Джордж Натаниэль Керзон — произнёс двусмысленную речь. Амундсен описывал этот эпизод так:

Тщательно взвешивая слова, лорд Керзон обосновал приглашение меня в качестве докладчика, причём особо отметил то обстоятельство, что я приписываю часть нашего успеха собакам, после чего завершил свою речь словами: «Посему предлагаю всем присутствующим грянуть троекратное „ура“ в честь собак», — да ещё подчеркнул саркастический и унизительный смысл своего высказывания успокоительным жестом в мою сторону.
Именно этот эпизод, по мнению Р. Хантфорда, стал для Амундсена побудительным мотивом оставить членство в Королевском географическом обществе. Некоторое утешение полярник получил от восторженного приёма в Париже 16 декабря, где он был возведён в достоинство офицера Почётного легиона, и приёма в Риме 19 декабря с аудиенцией у короля Виктора-Эммануила. Стортинг назначил Амундсену почётный оклад в 6000 крон в год, а каждый член экспедиции получил ещё премию в 4000 крон.

### 1913 и 1914 годы
4 января 1913 года, когда Амундсен находился на пути в США, в кристианийском Солли-парке застрелился Ялмар Йохансен. Его тело доставили в родной Шиен Леон Амундсен и Йорген Стубберуд, было это 7 января. Похороны состоялись 9 января, расходы поделили пополам Нансен и Амундсен, обоих на церемонии не было — у Нансена умирал младший сын Осмунд.
Американские гастроли Амундсена начались в Карнеги-холл 15 января 1913 года и стали триумфальными. Полярника пригласили на обед к президенту США Теодору Рузвельту и чествовали вместе с адмиралом Пири. Газеты всего мира обошёл снимок, на котором вместе были запечатлены Пири, Амундсен и Шеклтон.
11 февраля 1913 года из Литтелтона пришла телеграмма, известившая мир о трагедии капитана Скотта. Руаль Амундсен находился тогда в Мэдисоне, Висконсин. Леон Амундсен сразу отправил в английское посольство в Кристиании открытку с соболезнованиями, Руаль Амундсен на следующий день из Чикаго отправил телеграммы капитану Эдварду Эвансу — командиру «Терра Нова» — и вдовам Скотта и Уилсона. Леон Амундсен писал брату:

…Экспедиция (Скотта) организовывалась способами, не внушающими доверия. Мне кажется… все должны радоваться, что ты уже побывал на Южном полюсе. Иначе… мгновенно собрали бы новую британскую экспедицию для достижения той же цели, скорее всего ничуть не изменив методику похода. В результате катастрофа следовала бы за катастрофой, как это было в случае с Северо-западным проходом.

Известия о катастрофе вызвали в США ажиотаж: Руаль Амундсен в конечном итоге дал 160 выступлений. Хотя он и говорил в одном из интервью: «Я пожертвовал бы славой и всеми деньгами, сумей я таким путём уберечь Скотта от ужасной гибели», но брату Леону писал откровенно: «Печальная судьба Скотта вызвала необыкновенный интерес к моим докладам. Посещаемость, которая начала было падать, снова взлетела на недосягаемую высоту». Леон всячески призывал брата к осторожности и заявлял, что перед посторонними никак нельзя связывать триумф у Южного полюса и катастрофу Скотта. Однако популярность Амундсена в мире существенно выросла после известий о Скотте, особенно в Германии и Австралии. При этом вице-консул Норвегии в Мельбурне отмечал, что обнародование того факта, что Скотт нашёл письмо Амундсена на полюсе, развеяло в сознании обывателей сомнения, действительно ли норвежцы побывали на Южном полюсе, и заставило понять, какой подвиг совершил Амундсен.
Главной задачей Амундсена в 1913 году стала подготовка к походу «Фрама». 19 апреля он писал дону Педро Кристоферсену, что заказал себе два гидросамолёта, которые могут принести экспедиции большую пользу. Однако спонсоры не торопились жертвовать на вторичное достижение Северного полюса, вдобавок начала редеть команда. Ещё в марте 1912 года, возвращаясь из Антарктиды, Амундсен собрал команду и спросил, кто согласен сопровождать его в дрейфе по Северному Ледовитому океану, в результате все, кроме ледового штурмана Андреаса Бека, ответили отрицательно. Амундсен вынужден был опрашивать членов команды по одному, в результате согласились все, кроме Бьоланда. Олаф Бьоланд как раз в 1913 году окончательно уволился, однако Амундсен выдал ему 20 000 крон на основание фабрики по выделке лыж.
В мае Амундсен из США отправился в Канаду, откуда вернулся в Лондон 10 июля 1913 года, проведя в имперской столице 10 дней. Далее его ждали в Бергене, где предложили занять пост содиректора открываемого Института океанографии. Амундсен отверг это предложение, ибо никогда не интересовался наукой, вызвав недоумение у Ф. Нансена.
К осени представилась возможность использовать «Фрам» в церемонии открытия Панамского канала. 3 октября 1913 года «Фрам» под командованием Т. Нильсена прибыл в Колон. Поскольку к декабрю канал всё ещё не был открыт, от этой идеи Амундсен отказался. Переход из Колона обратно в Буэнос-Айрес был очень тяжёл: 100 дней непрерывно продолжались штормы. Деревянная конструкция, выдержавшая две арктических экспедиции и кругосветное плавание, была непоправимо испорчена тропическими древоточцами. Нашествие насекомых 2 января 1914 года уничтожило все бортовые запасы провианта. 18 марта 1914 года скончался матрос Андреас Бек. Только 25 марта 1914 года «Фрам» прибыл в Монтевидео, нуждаясь в капитальном ремонте.
16 июня 1914 года старое судно вернулось в Хортен и было поставлено на прикол. «Фрам» с 7 июня 1910 года два с половиной раза обогнул земной шар, пройдя 54 тыс. морских миль, по преимуществу — в умеренных и экваториальных водах. 11 августа судно было обследовано классификационным бюро: гниением была поражена вся подводная часть судна, внутренняя и наружная обшивки, палуба и палубные бимсы. Стоимость капитального ремонта оценивалась в 150 тыс. крон, что примерно равнялось стоимости постройки «Фрама».
Ещё в феврале 1914 года Амундсен в Берлине организовал Антарктическую конференцию, на которой присутствовал Эдвард Эванс — заместитель Скотта, с которым у норвежца сложились отличные отношения, и Вильгельм Фильхнер. Предполагалось, что из Германии полярник отправится сразу в США, но он неожиданно для всех вернулся в Норвегию. 29 апреля 1914 года Амундсен телеграфировал норвежскому консулу в Сан-Франциско, что экспедиция к Северному полюсу откладывается до 1915 года.

### Первая мировая война
В 1909 году, после сенсационных полётов Луи Блерио, Амундсену стало очевидно, что авиация является транспортом будущего. Ещё до отправления к Южному полюсу летом 1909 года он экспериментировал с воздушными змеями, однако понимал, что использование авиации в Антарктиде при техническом уровне 1900-х годов невозможно. С началом Первой мировой войны Амундсен распорядился продать купленные им в Сан-Франциско гидросамолёты, ибо доставка их морским путём в Норвегию была слишком накладна.
Весной 1914 года в Париже Амундсен купил аэроплан «Морис-Фарман» за 20 000 франков, поставив себе целью стать первым гражданским лицом в Норвегии, имеющим пилотское удостоверение. Его наставником в авиационном деле был капитан Эйнар Сем-Якобсен. Экзамен на пилота Амундсен сдавал 11 июня 1914 года, имея к тому времени налёт в 20 часов. На экзамене пилот сумел вывести машину из пике, король прислал поздравительную телеграмму. После начала войны, 3 августа Амундсен написал официальное письмо норвежскому правительству, в котором предлагал свой самолёт ВВС и просил включить его в этот же род войск в звании рядового. Тогда же Амундсен отказался от 200 000 крон, выделенных ему стортингом на проведение новой экспедиции. Нансен при этом подсчитал, что покорение Северного полюса обойдётся вдвое дороже, и брался сам внести недостающие средства.
После начала боевых действий Норвегия осталась нейтральной страной, Амундсен так и не был призван на военную службу. По словам Т. Буманн-Ларсена, в 1914—1917 годах Амундсен вступил в наиболее покойный период своей бурной жизни. У Амундсена к тому времени было 25 000 долларов свободных денег, которые он принялся активно инвестировать в традиционный бизнес своей семьи — фрахт. Единовременная продажа акций в 1916 году обеспечила его миллионным состоянием. В политическом отношении Амундсен был на стороне Германии и продолжал переписку с Вильгельмом Фильхнером, призванным в кайзеровские ВВС: немецкий полярник хотел участвовать в экспедиции Амундсена. В 1916 году он был назначен в Берген главой миссии германского военно-морского министерства, но после шпионского скандала выслан из страны. Как утверждал сам Фильхнер в мемуарах, это положило конец тайным переговорам о прекращении войны, которые велись по инициативе Нансена в его собственной резиденции.
Весной 1916 года Амундсен решился вернуться к своим северополярным планам, заработав достаточно, чтобы финансировать экспедицию из собственных средств. В переписке он называл датой отхода лето 1917 года. Поскольку «Фрам» сильно обветшал и был государственной собственностью, Амундсен предпринял строительство собственного полярного судна.

## Северо-Восточный морской путь
Экспедиционное судно строилось по чертежам «Фрама», но был учтён опыт предыдущих походов: уменьшен размер команды до 9 человек (каждый имел индивидуальную каюту), предусмотрены отдельные помещения для мастерской и лаборатории, наличие гидросамолёта и радиостанции, установленной уже в 1922 году. Спуск на воду прошёл на рассвете 7 июня 1917 года, причём вместо шампанского при церемонии освящения была использована сосулька. Корабль получил имя «Мод» в честь королевы Норвегии — Мод Уэльской, на что король Хокон VII дал специальное разрешение. Снаряжение экспедиции было весьма затруднено, так как даже провиант пришлось заказывать в США, да ещё и получать специальное разрешение для его перевозки в Норвегию: в 1917 году США вступили в войну и ввели эмбарго. Неоценимую помощь при получении лицензии для вывоза провианта оказал Фритьоф Нансен — тогдашний дипломатический поверенный Норвегии в США. Бо́льшую часть оборудования и даже мебель для жилых помещений пришлось демонтировать с «Фрама». Предполагалось, что дрейфом судно вынесет за полюс, что позволит совершить походы к северной Гренландии, для чего на мысе Колумбия были организованы дополнительные склады. Из-за развязанной Германией неограниченной подводной войны пришлось изменить планы. К Берингову проливу экспедиции предстояло добраться Северо-Восточным проходом. Амундсен также вернул Вильгельму II все некогда полученные им германские награды, передав их через посла в Норвегии — князя Вида.
«Мод» отплыла из Кристиании 24 июня 1918 года. На судне было 9 человек команды, из них четверо участвовали в предыдущих экспедициях Амундсена. Командиром судна был назначен Хельмер Хансен (ветеран покорения Южного полюса), в состав команды входил также геофизик Харальд Свердруп. Амундсен взошёл на борт своего корабля только 14 июля в Тромсё, буквально за несколько дней до того вернувшись из США. Корабль вышел в море 16 июля — в 47-й день рождения Начальника. В Югорском Шаре в команду был принят полурусский-полунорвежец Геннадий Олонкин в качестве второго моториста и радиста. Его отцу и матери ежемесячно перечислялось жалованье сына в 200 крон.
9 сентября 1918 года «Мод» была зажата льдами у мыса Челюскина — в 25-ю годовщину прохождения мыса «Фрамом», пришлось встать на незапланированную зимовку. Бухта в 21-й морской миле к востоку от мыса Челюскина получила название Мод Хейвен (Гавань «Мод»). 30 сентября Амундсен упал с борта на лёд, сломав левую руку в двух местах, выше и ниже плечевого сустава. Перелом сопровождался мышечными судорогами. Ещё через пять недель Амундсен едва не был растерзан медведицей и получил серьёзные травмы спины. Уже в США выяснилось, что переломы срослись неправильно, сломанная рука стала короче другой. Специалисты даже утверждали, что Амундсен вовсе не должен был владеть рукой, но она работала. 10 декабря Амундсен получил тяжёлое отравление угарным газом из-за неисправности керосиновой лампы и с тех пор стал испытывать серьёзные проблемы с сердцем. Зимовка вообще была тяжела: парусный мастер Рённе страдал алкоголизмом (он был по совместительству коком и имел доступ к судовым запасам спиртного), у некоторых членов команды появились признаки психического расстройства. Участились и конфликты членов команды с больным Амундсеном.
В сентябре 1919 года судно покинули два матроса: опытный полярник Петер Тессем и молодой Пауль Кнудсен. Амундсен в разное время по-разному объяснял причины их отправки на Диксон, находящийся в 800 км юго-западнее места зимовки. Первоначально он говорил о необходимости доставки почты с результатами исследований в Норвегию. Это не очень убедительно, так как там эту почту никто не ждал. В написанной через 5 лет автобиографии он объяснял решение болезнью Петера Тессема, который испытывал сильные головные боли. На родину Тессем и Кнудсен так и не вернулись, останки были найдены только в 1921—1922 годах экспедициями Н. А. Бегичева и Н. Н. Урванцева. По-видимому, Кнудсен провалился в полынью, а Тессем по неустановленной причине умер в нескольких километрах от полярной станции на о. Диксон. Фотографию скелета Тессема сделал Георгий Рыбин в июле 1922 года.
Освободившись из льдов 12 сентября 1919 года, уже через 11 дней «Мод» была вынуждена стать на зимовку у острова Айон на полпути между Новосибирскими островами и Беринговым проливом. На борту едва не произошёл бунт. Харальд Свердруп тогда заинтересовался этнографией и на год поселился в чукотском племени. С 1 декабря 1919 по 14 июня 1920 года Оскар Вистинг и Хельмер Хансен попытались добраться на собаках до Нома на Аляске, но из-за перипетий Гражданской войны в России дошли только до Анадыря и благополучно возвратились. Там же они узнали об окончании Первой мировой войны.
Только через два года «Мод» достигла Аляски, где выяснилось, что экспедиция обанкротилась, пришлось просить правительственную субсидию. Произошёл крупный конфликт с Хельмером Хансеном, он был уволен, а вскоре на родину запросились и парусный мастер Рённе с мотористом Сюндбеком — оба были ветеранами покорения Южного полюса. Амундсен тем не менее попытался с экипажем в 4 человека пробиться через Берингов пролив (доукомплектовать команду планировалось местными чукчами и русскими охотниками), но пришлось в третий раз зимовать у мыса Сердце-Камень. У «Мод» был сломан гребной винт, а валом льдов судно вынесло на берег, но весной после таяния льда оно вновь оказалось на воде. На зимовке Амундсен удочерил двух чукотских девочек 4 и 10 лет — Какониту и Камиллу, позднее отправив их на обучение в Норвегию и дав свою фамилию.
В 1921 году Амундсен передал командование экспедицией Вистингу и удалился от дел. Судно отправилось в Сиэтл для ремонта и укомплектования. Ассистентом Свердрупа стал Финн Мальмгрен (1895—1928). Норвежское правительство предоставило 500 000 крон для продолжения экспедиции. «Мод» в 1922—1925 годах дрейфовала над шельфами Восточно-Сибирского моря и освободилась недалеко от места вмерзания в лёд «Фрама». Экспедиция доставила новые сведения по метеорологии и геофизике, обширные этнографические, зоологические и орнитологические коллекции, а также данные по полярным течениям. Трансполярный дрейф не удался. По современным представлениям, план Амундсена мог стать удачным, если бы дрейф начался от северного побережья Аляски, но не Чукотки.
В последних числах июня 1921 года Амундсен с приёмными дочерьми Каконитой и Камиллой взошёл на борт парохода «Виктория» — единственного в те времена, который поддерживал прямую связь Нома и Сиэтла. 4 июля компания прибыла в Сиэтл, куда Амундсен распорядился доставить супругу Вистинга — Элизу-Марию, а также большое количество припасов и два самолёта. Приёмных дочерей Амундсен отправил брату Леону, чтобы его семья занялась их воспитанием.

## Воздушные полярные экспедиции

### Смена планов
Амундсен писал, что, прибыв в 1921 году в Сиэтл, он узнал, что мировой рекорд безостановочного полёта доведён до 27 часов. Это привело к резкому изменению планов: 5 января 1922 года он отправился в Европу, передав командование «Мод» Вистингу, а свои дела — уроженцу Норвегии Хокону Хаммеру. В Нью-Йорке большой фурор в светском обществе вызвали чукотские воспитанницы Амундсена, старшую из которых — Камиллу — он планировал отдать в балетную школу. 13 января Э. Вистинг с Камиллой и Каконитой были отправлены в Норвегию. Амундсен вернулся в Лондон 30 января. Официально он при этом не покидал Соединённых Штатов.
17 марта 1922 года Амундсен отплыл из Кристиании в сопровождении пилотов Оскара Омдаля и Одда Даля. В мае 1922 года Амундсен планировал перелёт из Нью-Йорка в Сиэтл на самолёте фирмы «Кёртисс», однако перелёт завершился аварией — остановился двигатель в 125 милях от Кливленда. Самолёт при падении скапотировал, все пилоты остались в живых и почти не пострадали. Амундсен продолжил путь и по железной дороге прибыл в Сиэтл.
3 июня 1922 года «Мод» начала четвёртый сезон полярной экспедиции (в «Автобиографии» называлась дата 1 июня), Амундсен отплыл в тот же день на «Виктории», направляясь в Ном. 9 июня Леон Амундсен в Кристиании устроил большую пресс-конференцию, на которой объявил, что Руаль Амундсен намерен совершить трансполярный перелёт с мыса Барроу на мыс Колумбия, где Г. Хансен — ветеран «Йоа» — организовал склады для санной экспедиции с «Мод». Был заключён договор с ведущими норвежскими газетами об исключительном праве публикации сообщений о полёте на 15 000 крон. На «Мод» Амундсен и лейтенант Омдаль добрались до посёлка Диринг в Заливе Коцебу, где 16 июля полярник отпраздновал своё 50-летие. В конце июля радиостанция «Мод» сообщила в Норвегию, что в связи с тяжелейшей ледовой обстановкой перелёт откладывается на будущий год. 28 июля «Мод» направилась дрейфовать в Чукотское море, а Начальник, Омдаль и оператор Рейдар Лунн отправились к мысу Барроу на шхуне «Холмс».
Хотя зимовку предполагалось основать у мыса Барроу, Амундсен построил зимовочную базу южнее у Уэйнрайта, назвав её «Модхейм». Зимовали втроём, Начальник взял на себя роль кока. 19 ноября Амундсен отправился на мыс Барроу в поисках почтальона и вместе с ним покрыл на лыжах 1000 км до залива Коцебу всего за 10 дней, а потом отправился в Диринг, 180 км до которого преодолел за два дня. Из Диринга Амундсен прошёл 400 км до Нома, средний переход составлял 100 км в день. Прибыв в Ном в годовщину покорения Южного полюса, Амундсен провёл там всю зиму.
В начале 1923 года Амундсен узнал, что находится на грани финансового краха: только в Сиэтле долги составляли 20 000 долларов. В норвежских газетах над ним открыто издевались, а также помещали злопыхательские материалы, что приёмные чукотские девочки на самом деле — незаконные дети Амундсена. 12 мая 1923 года полярник вернулся в Модхейм, где немедленно начали сборку аэроплана. Перелёт был назначен на 20 июня, а 14 мая Омдаль попытался в первый раз поднять самолёт в воздух. При посадке отказал двигатель, и была сломана одна из лыж. 10 июня при повторной попытке взлететь вновь была сломана стойка шасси. 19 июня в Норвегию ушла депеша об отмене перелёта.

### Финансовые затруднения
17 сентября 1923 года Амундсен вернулся в Сиэтл, а 29 октября добрался до Лондона. На родину он вернулся 9 ноября через Копенгаген, где на сей раз был опознан. Уже в начале января 1924 года Амундсен вновь отправился в Копенгаген, где вёл переговоры с представителями фирмы «Дорнье», 7 января подписав контракт на постройку двух гидропланов для трансполярного перелёта, базирующегося на Шпицбергене. Средства предоставил Х. Хаммер, долг Амундсена перед которым вырос уже до 100 000 крон.
Окончательное соглашение с Хаммером предусматривало экспедицию на трёх самолётах, с участием американских и итальянских пилотов. Помимо Омдаля и Амундсена, Норвегию представляли Ялмар Рисер-Ларсен, знакомый с полярником ещё по Аляске, а также Лейф Дитриксон. Проблемы возникли сразу: Хаммер рассчитывал найти в неисследованной части Северного Ледовитого океана обширные земли, которые должны были быть аннексированы США; это было широко разрекламировано в американской прессе. Возникали и проблемы организационного плана: гидропланы, нужные Амундсену, по условиям Версальского договора нельзя было строить в Германии. Было решено, что они будут собраны в итальянской Марина-ди-Пиза, откуда своим ходом будут доставлены в Осло. Хаммер к тому времени явно приступил к строительству «финансовой пирамиды», в результате Амундсен 26 июня 1924 года приказал прервать сборы. Рисер-Ларсена и Омдаля, находившихся в Риме, отозвали на родину.
Амундсен оказался в безвыходном финансовом положении и 2 сентября 1924 года объявил себя банкротом, что вызвало в Норвегии, а затем и в мире большой скандал. Он разорвал всякие отношения с братом Леоном, который с 1902 года занимался всеми его делами, приёмных дочерей Камиллу и Какониту, о которых семья Леона заботилась, Амундсен приказал «отправить домой». Одновременно была описана усадьба «Ураниенборг», оценённая в 30 тысяч крон.
В конце сентября Амундсен отправился в США, пытаясь заработать денег для расплаты с кредиторами, однако сам же вычислил, что лекционное турне и гонорары за статьи в СМИ покроют все расходы, только когда ему исполнится 110 лет. В автобиографии он писал, что «более чем когда-либо за все 53 года жизни был близок к мрачному отчаянию».
Выход нашёлся во время встречи с журналистами 8 октября. Во время пресс-конференции Амундсену позвонил Линкольн Эллсворт — сын владельца крупных угольных шахт, с которым полярник встречался в Париже ещё до отплытия «Мод». 26 октября отец Эллсворта предоставил Амундсену 85 000 долларов, что означало, что перелёт практически обеспечен. В декабре Амундсену пришлось пройти процедуру банкротства и в США, однако 5 января 1925 года он начал новое турне с диапроектором и смог в кратчайшие сроки заработать 27 000 крон, необходимых для покрытия наиболее срочных платежей по долгам. Финансовую помощь полярнику предложили и старые друзья — дон Педро Кристоферсен и Герман Гаде. В феврале Амундсен и Рисер-Ларсен проинспектировали свои самолёты в Марина-ди-Пиза, признав их полностью готовыми. К тому времени экспедицию взяло под своё покровительство Норвежское общество воздухоплавания («аэроклуб» в русском издании Амундсена 1936 года).

### Воздушная экспедиция 1925 года
Экспедиция началась 11 марта 1925 года, когда судно с самолётами вышло из Италии. Стортинг 24 марта голосовал за предоставление Амундсену военного транспорта «Фарм» и 25 тысяч крон на его оснащение. «За» проголосовали 87 депутатов, «против» — 54. Команда Амундсена на двух кораблях — «Хобби» и «Фарме» — отплыла из Тромсё 9 апреля, вечером накануне их чествовало Общество воздухоплавания во главе с Отто Свердрупом. На борту «Хобби» находились Рисер-Ларсен, Дитриксон и Омдаль, а также разобранные самолёты, на «Фарме» — Амундсен, Фриц Цапфе, Линкольн Эллсворт, журналисты, директор пизанских заводов — немец Шульте-Фролинде, и многие другие.
13 апреля «Фарм» вошёл в Конгсфьорд на Шпицбергене под 79° с. ш. В практическом плане Амундсен уже не контролировал проведение экспедиции, главными фигурами здесь стали Рисер-Ларсен и директор фирмы «Дорнье» Шульте-Фролинде. 3 мая пришла телеграмма премьер-министра Мувинкеля, который уполномочил Амундсена от имени короля принять во владение новые земли. Старт, однако, переносился из-за местной непогоды. В 15:00 21 мая 1925 года команда была готова. Самолёты имели норвежские регистрационные номера N24 и N25. На старте обнаружился перегруз примерно в 500 кг (общий груз — 3100 кг).
На борту каждого самолёта было по три человека: N24 пилотировал Лейф Дитриксон, штурманом-навигатором был Линкольн Эллсворт, механиком шёл Оскар Омдаль. Пилотом N25 был Я. Рисер-Ларсен, Амундсен — штурманом, механиком шёл немец Карл Фойхт — представитель фирмы «Дорнье». Средняя температура во время полёта составляла −13 °C, солнце было видно хорошо, но горизонт не подходил для навигационных наблюдений, небо сливалось с ледяными полями. После восьми часов полёта, когда половина бензина была израсходована, по счислению экспедиция должна была находиться на 88° с. ш. Было решено снизиться, тем более что внизу появилось обширное разводье. Чудом избежав крушения о торосы, Рисер-Ларсен посадил машину. Наблюдения после посадки показали координаты: 87° 43’ с. ш., 10° 20’ з. д., до полюса оставалось 136 морских миль. Главной задачей команды было развернуть самолёт, а также срыть торос, угрожающий фюзеляжу, и столкнуть машину с гребня ледового сжатия. При этом на борту были следующие инструменты: 3 финки, 1 нож, 1 скаутский топорик и 2 деревянных лопаты. Провианта на первое время хватало (имелся месячный запас, исходя из рациона в 1 кг твёрдой пищи в сутки на человека), а бензиновые печки при −15 °C позволяли поддерживать в кабинах сносные условия. Вскоре Амундсен распорядился сократить паёк до 300 г твёрдой пищи в сутки. На борту самолёта имелись нарты и каяк, команда была готова в случае гибели самолёта идти к мысу Колумбия, до которого было 650 км.
23 мая Амундсен залез с биноклем на торос и вскоре обнаружил N24, который на вид был в полном порядке. На борту были сигнальные флаги, а пилоты были знакомы с кодом, удалось выяснить, что Дитриксон уже на старте выявил повреждение фюзеляжа, но садиться не стал. Больше ничего не удалось выяснить, ибо переговоры азбукой Морзе занимали много времени. Весь день 24 мая команда Амундсена рыла торос, 25 мая машина уже лежала на скате. Днём 26 мая команда Эллсворта с большим трудом перебралась через гряду торосов и провалилась в полынью. Эллсворту удалось спасти Дитриксона и Омдаля. Теперь шестерым воздухоплавателям предстояло подняться в воздух на одном самолёте.
Несмотря на отчаянное положение, Амундсен провёл измерение глубины океана эхолотом и выяснил, что она равна 3750 метрам, это доказывало, что никакого полярного материка не существует. В ночь на 29 мая льды стали смыкаться, и расстояние между самолётами уменьшилось примерно до километра. Так удалось вернуть все запасы авиационного бензина. Две попытки старта провалились — молодой лёд был тонок, а корпус гидросамолёта работал как ледокол. После третьей неудачной попытки старта Амундсен нашёл полынью длиною около 400 м, за которой сразу начиналось поле молодого льда — был шанс, что, набрав скорость на чистой воде, самолёт не затормозится на ледовом поле, получив ещё 700 м для разбега. Кроме того, предстояло вырубить из тороса стартовую горку и протащить самолёт 300 м до неё по полю молодого льда. Эта работа началась утром 6 июня и была очень тяжела. Эллсворт в своих мемуарах писал, что Амундсен сильно постарел за эти несколько дней, а у механика Фойхта развилась депрессия. Ещё две попытки старта оказались неудачными.
8 июня температура перевалила за нулевую отметку, и начался дождь. В этот день команде пришлось разворачивать самолёт в густом рыхлом снегу, а Амундсен уменьшил паёк с 300 до 250 г. На этом рационе нужно было тащить по изломанному льду самолёт весом 4½ тонны. 10 июня началось сооружение новой стартовой площадки 500 м длины и 12 м ширины из трёхфутового слоя утрамбованного мокрого снега. Сил полярников не хватало на работу лопатами, однако 11 июня Омдаль обнаружил, что снег неплохо утаптывается. Шестая и седьмая попытки взлететь вновь не увенчались успехом. Между тем 15 июня было крайним сроком, в который ещё можно было выступить в пеший поход к Гренландии. Провианта команде даже на уменьшенном пайке должно было хватить до 1 августа.
Вечером 14 июня из самолётов было выброшено всё, без чего можно обойтись. Оставили бензина и масла на 8 часов работы двигателей, 2 дробовика и 200 патронов, спальные мешки, палатку и провизию на две недели. В 10:30 утра по Гринвичу удалось взлететь. Полёт проходил в тяжёлых метеоусловиях на высоте 50 м в густом тумане и продолжался 8½ часов. Приводниться удалось в 25 км от мыса Нордкап в группе Семи островов, где аэронавтов вскоре приняла на борт шхуна «Шёлив», доставив с самолётом в Конгсфьорд 18-го. На родину полярники отплыли 25 июня, а 5 июля был устроен триумфальный въезд в Осло, в котором участвовал и самолёт N25.
Тур Буманн-Ларсен писал:

И вот победители курят сигары, как Руаль Амундсен и его товарищи курили их на Южном полюсе. Щёлкают фотоаппараты. Но когда снимки проявляют… они похожи на сделанные… автоматической камерой капитана Скотта. Все шестеро отмечены смертью. Наверное, так выглядели бы Роберт Скотт и его товарищи, если б им сопутствовала удача…

### Пересечение Арктики по воздуху
16 июля 1925 года Амундсен телеграфировал в Рим Умберто Нобиле, с которым был знаком ещё с лета 1924 года, прося встретиться с ним в Осло. Нобиле был в Норвегии 25 июля, встреча с Амундсеном и Рисер-Ларсеном произошла в «Ураниенборге», в котором полярник жил только благодаря любезности конкурсного управляющего. Амундсен сразу сказал итальянскому дирижаблестроителю, что его интересует перелёт от Шпицбергена до мыса Барроу на дистанцию 3500 км. Нобиле писал, что растерялся, ибо не был уверен, что дирижаблю объёмом 19 000 м³ под силу преодолеть такое расстояние. Амундсен заявил, что намерен начать экспедицию весной 1926 года, Нобиле связывал это с соперничеством с Нансеном, который готовил экспедицию в Арктику на тот же год. Эллсворт гарантировал финансовую сторону полёта, предоставив 100 000 долларов, впрочем, Нобиле называл сумму 125 тыс. долларов.
22 августа 1925 года Амундсен и Рисер-Ларсен отбыли в Италию, в Риме 1 сентября было подписано соглашение между Норвежским обществом воздухоплавания и итальянским правительством. Амундсен писал, что благодаря заинтересованности Муссолини дело было улажено легко. По соглашению дирижабль N-1 переходил в распоряжение Общества воздухоплавания Норвегии, итальянское правительство же предоставляло техников, рабочих и всё полётное оснащение, включая экипаж. В Осло договор был оглашён 9 сентября, тогда же было объявлено, что дирижабль переименуют в «Норвегию».
Нобиле предстояло подготовить дирижабль к полёту и перегнать его в Конгс-фьорд из Рима через Пулхэм, Осло и Гатчину. В Ню-Олесунне были построены ангар для дирижабля и причальная мачта, из Италии туда доставили бензин, запасные части, в том числе целые моторы, инструменты и сжатый водород в баллонах. Испытательные полёты проводились с 27 февраля по 3 апреля 1926 года, было совершено 5 полётов суммарной продолжительностью 27 часов. В испытаниях принимал участие Рисер-Ларсен, желавший обучиться пилотированию дирижабля. 29 марта на дирижабле был поднят норвежский флаг, и он официально был переименован, хотя не было смыто и прежнее обозначение N-1, под которым он был зарегистрирован и в Норвегии.
Рисер-Ларсен исполнял обязанности штурмана, его помощником был норвежец Э. Хорген. Другие члены команды — норвежцы: радист Б. Готвальд, механик О. Омдаль, Оскар Вистинг управлял рулём высоты. Скандинавию представляли также шведский метеоролог Финн Мальмгрен и радист «Мод» Геннадий Олонкин.
Амундсен и его окружение прибыли на Шпицберген пароходом 21 апреля 1926 года, Нобиле вылетел из Рима 10 апреля. 29 апреля, когда «Норвегия» ещё отстаивалась в ангаре под Гатчиной, в Ню-Олесунн прибыл со своей командой Ричард Ивлин Бэрд, решивший лететь к Северному полюсу на самолёте. «Норвегия» прилетела только 7 мая, а в ночь на 9 мая Бэрд с пилотом Флойдом Беннетом вылетели на север и вернулись в 16:00 на следующий день, заявив, что побывали на Северном полюсе. Амундсен, по выражению Буманн-Ларсена, «встретил американцев с распростёртыми объятиями»: полярный приоритет его не сильно волновал, ибо полюс только открывал пересечение всей Арктики. Сомнения в достижении Бэрда возникли сразу же — ещё на Шпицбергене. Это было доказано уже в 1996 году: при исследовании полётного дневника Бэрда были обнаружены следы подчисток — фальсификация части полётных данных в официальном отчёте в Национальное географическое общество.
К 11 мая — запланированному вылету — произошёл конфликт между Амундсеном и итальянцами из-за состава команды. Состав экипажа определился только в день вылета, он должен был насчитывать 16 человек. В последний момент Олонкина под предлогом дефекта слуха заменили радистом из Ню-Олесунна Ф. Сторм-Йонсеном, Нобиле писал, что Амундсен желал иметь на борту ещё одного норвежца. В команду входили теперь 7 итальянцев, 7 норвежцев, швед и американец. Общались они между собой по-английски.
«Норвегия» отчалила от мачты в Ню-Олесунне 11 мая 1926 года в 08:55 по Гринвичу при температуре −4,5 °C. До полюса было 1280 км. Амундсен писал в автобиографии: 

Мне выпала самая лёгкая работа на борту. <…> Я изучал местность под нами, её характер и главным образом зорко наблюдал, не обнаружатся ли какие-нибудь признаки новой земли.
Эти же строки цитирует и Нобиле, добавляя, что для Амундсена поставили специальное кожаное кресло у иллюминатора. Сам же Амундсен утверждал, что сидел на водяном баке. В полночь, когда дирижабль находился на 88° 30’ с. ш., отпраздновали день рождения Эллсворта, которому исполнилось 46 лет. В 02:20 12 мая достигли Северного полюса: в дневнике Амундсен писал, что дирижабль завис на высоте 200 м над сильно изломанным ледяным полем, над которым и были сброшены флаги. В описании путешествия эта сцена была сильно приукрашена (Амундсен писал о себе в третьем лице): 

…Амундсен обернулся и крепко сжал руку Вистинга. Не было произнесено ни слова, слова были излишни. Две те же самые руки водрузили норвежский флаг на Южном полюсе 14 декабря 1911 года.
После достижения Северного полюса прервалась радиосвязь, бортовая станция не работала ни на приём, ни на передачу. Всего радиостанция «Норвегии» передала в эфир 55 сообщений суммарным объёмом в 1494 слова. К 14 часам 12 мая произошла первая авария из-за обледенения дирижабля. Серьёзные проблемы, впрочем, начались только на Аляске 13 мая, когда дирижабль попал в сложные атмосферные условия. Команда была измучена работой — более 80 часов без сна (перед вылетом никто не отдыхал), вдобавок на корабле забыли установить печку для камбуза, и питаться приходилось промороженной пищей, а чай и кофе в термосах быстро закончились. В 07:35 13 мая увидели землю, в 08:40 Вистинг опознал Уэйнрайт — эскимосскую деревню. Нобиле писал, что у него даже была идея приземлиться на мысе Барроу, дозаправиться и вернуться обратно на Шпицберген. Из-за обледенения дирижабля, однако, пришлось садиться, не долетев до Нома. Рисер-Ларсен был так измотан, что у него начались галлюцинации — он «увидел» на земле кавалерийский корпус, готовый прийти на помощь. В 07:40 14 мая 1926 года по Гринвичу (20:30 13 мая по местному времени) «Норвегия» приземлилась в Теллере, в 100 милях от Нома.
В Европе к тому времени о судьбе экспедиции не было никаких сведений уже в течение трёх суток. Первые смутные слухи стали проникать с Аляски 15 мая, и только 17 мая — в национальный день Норвегии — газета «Афтенпостен» подробно описала сенсационные известия. Теллер итальянцы покинули только 31 мая — нужно было разобрать дирижабль, чтобы вернуть его в Европу. Амундсен вместе с Эллсвортом, Вистингом и Омдалем уехал на собачьих упряжках уже 15 мая, и это не случайно: к тому времени разгорелся конфликт между Амундсеном и Нобиле. Проблема заключалась в вопросе, кому принадлежит честь достижения Северного полюса, — конструктору и пилоту дирижабля Нобиле или Амундсену как начальнику экспедиции: в Норвегии и США эта экспедиция официально считалась трансполярным перелётом Амундсена — Эллсворта, а Нобиле рассматривался как технический специалист. Однако с точки зрения и Общества воздухоплавания, и общественного мнения замолчать роль Нобиле было немыслимо, что выводило Амундсена из себя. Ситуация усугублялась тем, что экспедиция завершилась полным успехом, проведя в воздухе 171 час, из которых 72 часа — в беспосадочном перелёте над Северным Ледовитым океаном. С точки зрения тех специалистов, которые считают, что ни Фредерик Кук, ни Роберт Пири на самом деле не добирались до Северного полюса, это означает, что экспедиция Амундсена — Эллсворта (Амундсена — Эллсворта — Нобиле) была первой, действительно достигшей вершины планеты. Далее, поссорившись с Нобиле, Амундсен 16 июня отбыл в Сиэтл. 5 июля его чествовали в Нью-Йорке. 12 июля Амундсен вернулся в Берген как триумфатор, причём местные жители отнесли полярников с парохода на берег на руках. В Осло торжественную встречу полярника устроило в день его рождения Патриотическое объединение молодёжи, в совет которого входил и Ф. Нансен.

## Последние годы
После окончания трансарктического перелёта настроение Амундсена сильно изменилось, он стал совершенно непредсказуемым: управляющий делами Общества воздухоплавания Шоллборг, навестив Амундсена, заявил, что он невменяем. Даже чрезвычайно сдержанный Фритьоф Нансен в 1927 году писал одному из своих друзей: «У меня складывается впечатление, что Амундсен окончательно утратил душевное равновесие и не вполне отвечает за свои поступки». Дом в Свартскуге был выкуплен давними друзьями — Германом Гаде и доном Педро Кристоферсеном, однако у Амундсена оставались огромные долги. В ноябре 1926 года его приглашали в Берлин на учредительный съезд Международного общества арктических исследований, но он отказался. Амундсен отплыл в США, где организовал гастрольное турне. В США вновь разгорелся конфликт Амундсена и Нобиле, который вдобавок был усилен фашистской пропагандой, которая прославляла Нобиле. В свою очередь Амундсен называл Нобиле «заносчивым, ребячливым, эгоистичным выскочкой», «нелепым офицером», «человеком дикой, полутропической расы».
9 июня 1927 года Амундсен отплыл из Ванкувера в трёхнедельное турне по Японии. Амундсен провёл 10 выступлений, в том числе отдельное для императорского семейства. Норвежец произвёл сильное впечатление на японскую публику, один из комментаторов особо отмечал, как полярник «неустанно повторял, что патриотизм уберегает людей от скверных поступков, и высокими словами подчёркивал ценность национального духа». Амундсена в японской прессе сравнивали даже с адмиралом Того. 15 июля Амундсен выехал во Владивосток и далее не делал остановок до самой Москвы. В норвежском посольстве в СССР его опекал Видкун Квислинг. 6 августа полярник вернулся в Норвегию.
Главным делом Амундсена на протяжении 1926—1927 годов стало написание мемуаров. Они создавались по заказу нью-йоркского издательства «Doubleday», причём контракт Амундсен подписал ещё 24 февраля 1926 года, когда был в Нью-Йорке. В США книга вышла в ежемесячнике Worlds Work под названием «My Life as an Explorer». Норвежское издание (Mitt liv som polarforsker, в русском переводе — «Моя жизнь») последовало 23 сентября 1927 года, и, по словам Т. Буманн-Ларсена, «стало самоубийством», удостоверив слухи, что Амундсен не вполне вменяем. В норвежские собрания сочинений полярника эта книга не включается с момента её публикации. Р. Хантфорд писал, что «это горькая книга… Стиль отличается от ранних работ Амундсена, создаётся впечатление, что её писал другой человек. Исчез мягкий юмор, книга убийственно серьёзна, а её автор без конца атакует врагов, особенно резок и беспощаден он по отношению к Нобиле». Автобиография привела к повторному скандалу в Великобритании: Амундсен язвительно писал, как в Англии школьников учат, что Южный полюс покорил Скотт, и подробно описал историю с уже покойным лордом Керзоном, который поднял тост за собак полярника. В американском издании он назвал англичан bad losers (по-английски: «люди, падающие духом при поражении и обвиняющие в нём других»), Королевское географическое общество потребовало извинений, заявив, что никаких сведений о поведении лорда Керзона в архивах не найдено. Много страниц в книге посвящено Леону Амундсену, который показан с самой дурной стороны и ни разу не назван по имени. Единственным человеком, о котором Амундсен неизменно тепло отзывался в автобиографии, был Фредерик Кук. Ещё в 1925 году, когда Кук оказался в тюрьме Ливенворт, единственным из друзей, который навестил его в самый тяжёлый период пребывания за решёткой — начальный, оказался Амундсен, которому этот визит стоил срыва гастролей в США. Кук подробно описал визит уже после гибели Амундсена, но опубликованы воспоминания были только в 1995 году.
В заключении «Моей жизни» Амундсен писал: 

…Я хочу сознаться читателю, что отныне считаю свою карьеру исследователя законченной. Мне было дано совершить то, к чему я себя предназначил. Этой славы достаточно для одного человека.
Это объявление не означало затворничества: уже 7 октября 1927 года Амундсен направился в США, где планировал провести 5-месячное турне, а далее проследовать в Южную Америку. Однако уже 25 октября, когда ему предстояло быть гостем на торжественном приёме в «Клубе исследователей», он неожиданно сел на пароход и 7 ноября вернулся в Норвегию. Сам полярник объяснял своё решение разногласиями из-за 10 000 долларов с импресарио — Ли Кидиком. На родине Амундсена вновь ожидала трагедия: 11 ноября застрелился Кристиан Преструд — один из участников антарктического похода. После этого до весны 1928 года Амундсен не показывался на публике.

## Гибель
После трансарктического перелёта «Норвегии» Бенито Муссолини произвёл Нобиле в дивизионные генералы авиации и почётные члены фашистской партии. 5 февраля 1928 года Нобиле прибыл в Осло, готовясь повторить полёт к Северному полюсу на дирижабле N-4 «Италия», почти однотипном с «Норвегией». Стартовав со Шпицбергена 24 мая, он достиг полюса, но на обратном пути из-за обледенения дирижабль ударился об лёд, часть членов экспедиции была выброшена на дрейфующий лёд, радиосвязь с ними на время прервалась. Амундсен в эти дни принимал американских полярников — лётчиков Хьюберта Уилкинса и Карла Эйлсона, в разгар торжеств в «Ураниенборг» позвонил норвежский министр обороны и вызвал Амундсена на совещание по вопросу исчезновения «Италии».
Амундсен оказался в двусмысленном положении: норвежское правительство хотело, чтобы именно он возглавил спасательную операцию, тогда как полярник неоднократно декларировал конфликт с Нобиле и разрыв всяких отношений с ним. В первый день Троицы итальянский посол граф Сенни прислал ответ от Муссолини — отказ от операции под руководством норвежцев. Однако Италия не возражала против посылки разведывательного самолёта. Пилотировать его брался Рисер-Ларсен, на что Амундсен обиделся и уехал к себе в Свартскуг. К Амундсену обратился Эллсворт, и они составили план собственной спасательной операции на немецком гидросамолёте. План был широко разрекламирован 30 мая газетой «Афтенпостен», но так и остался на бумаге: немецкая фирма потребовала 200 000 крон страхового взноса.
3 июня первые сигналы выживших с «Италии» были приняты советским радиолюбителем Николаем Шмидтом из села Вознесенье-Вохма, однако на Западе считается, что их приняли только 7 июня. В этот день Рисер-Ларсен прибыл в Ню-Олесунн с разобранным самолётом. Накануне, 6 июня, в саду усадьбы Амундсена скончался от внезапной остановки сердца Сверре Хассель, участник покорения Южного полюса: он гулял там с Густавом Амундсеном — старшим братом Руаля. Давая в те же дни интервью итальянскому журналисту Гуидичи, Амундсен сказал: 

О, если бы вам когда-нибудь довелось увидеть своими глазами, как там чудесно, в высоких широтах! Там я хотел бы умереть, только пусть смерть придёт ко мне по-рыцарски, настигнет меня при выполнении великой миссии, быстро и без мучений!
14 июня Амундсену позвонил из Парижа норвежский предприниматель Фредерик Петерсон, который следил за ходом спасательной операции по газетам. Петерсон на свои деньги заказал полярнику гидроплан, пригодный к эксплуатации при температуре около 0 °C. Норвежский посол во Франции барон Ведель-Ярлсберг официально обратился к французскому правительству и уже в конце дня 14 июня Амундсен знал, что в его распоряжении находится гидросамолёт: второй опытный экземпляр летающей лодки — дальнего океанского разведчика-бомбардировщика «Латам-47» (Latham 47) с французским экипажем.
16 июня в 23:00 Амундсен поездом выехал в Берген, в 25-ю годовщину отправления «Йоа». Его провожали брат Густав, а также послы Франции и Италии и Герман Гаде — бывший посол Норвегии в Бразилии, юридический владелец «Ураниенборга». Полярника сопровождали Оскар Вистинг и лейтенант Дитриксон. В Берген «Латам-47» прилетел из Нормандии, пилотируемый Рене Гильбо, кавалером ордена Почётного легиона. В экипаже были также второй пилот Альбер де Кювервиль, механик Брази и радист Валетт. Дитриксон и Амундсен вошли в состав команды, Вистинг отбыл в Тромсё пароходом.
В 06:00 18 июня 1928 года «Латам-47» прилетел в Тромсё, норвежцы традиционно навестили Фрица Цапфе, у которого остались крайне тягостные впечатления от общения с Амундсеном. Ровно в 16:00 гидроплан стартовал, впоследствии появилось множество противоречивых свидетельств о сложности взлёта — утверждалось, в частности, что гидроплан был перегружен. Последнее радиосообщение было принято в 18:45 — радист тщетно пытался связаться с Ню-Олесунном и говорил, что имеет несколько неотправленных сообщений. После трёх часов полёта машина должна была находиться примерно на полпути к острову Медвежий. Больше об Амундсене никто ничего не слышал. Генерал Нобиле был спасён через 5 дней после исчезновения полярника — 23 июня, последние уцелевшие участники экспедиции были приняты на борт советского ледокола «Красин» 12 июля.
После исчезновения «Латама» Амундсена появилось множество предложений от ясновидящих, которые желали руководить спасательными операциями. Я. Рисер-Ларсен приводил в мемуарах телепатическое послание, якобы полученное им от пропавшего Амундсена через некоего датского кочегара. В ночь с 31 августа на 1 сентября вблизи Тромсё был найден подкрыльный поплавок «Латама-47», сильно повреждённый от удара о воду. 13 октября 1928 года южнее Тромсё море вынесло бензобак, который также был признан принадлежавшим «Латаму-47». Выяснилось, что была попытка использования его в качестве поплавка, по-видимому, взамен утраченного.
Комиссия по поиску выработала следующую картину: «Латам» Амундсена заметили рыбаки во второй половине дня 18 июня, он летел в туман. При аэронавигационной технике уровня 1928 года в тумане было невозможно ориентироваться — вероятно испортилась погода, но тогдашняя сеть метеостанций в данном районе была не в состоянии этого наблюдать и, соответственно, предсказать. Что происходило после приводнения, сказать невозможно. Я. Рисер-Ларсен участвовал в экспертизе поплавка и бензобака и считал, что в бурном море повреждённый гидроплан перевернулся, а шестеро членов экипажа быстро умерли в ледяной воде от переохлаждения
Итальянский посол в Норвегии поместил в газете «Афтенпостен» официальное обращение: 

Трагическая судьба отняла у родной страны человека, которого все любят и почитают, но одновременно та же судьба дарует Норвегии бессмертного героя, и для Италии Руаль Амундсен навсегда останется одним из величайших людей на свете.
14 декабря 1928 года — в годовщину покорения Южного полюса — ровно в полдень в Норвегии было объявлено двухминутное молчание в память о полярнике. Официальный приём в честь Амундсена был устроен в крепости Акерсхус, на нём присутствовали тогдашний король Норвегии Хокон VII, Ф. Нансен и О. Свердруп, из родственников полярника присутствовал брат — лейтенант Густав Амундсен. Нансен в своём выступлении ни словом не упомянул о жертвенности и мученичестве, хотя именно эта тема определяла большинство произнесённых речей. Фритьоф Нансен констатировал, что Амундсен не был учёным, да и не хотел им быть, главным в его деяниях был сам факт этих деяний. Закончив первопроходческие труды, Амундсен вновь вернулся на просторы Ледовитого океана, где вершилось дело всей его жизни.
В августе 2009 года были предприняты попытки поиска обломков самолёта «Латам-47» Амундсена на морском дне. Двухнедельную экспедицию возглавлял новозеландец Роб Мак-Каллум, в поиске были заняты два корабля ВМС Норвегии. С помощью гидролокаторов и дистанционно управляемых подводных аппаратов были обследованы 117 км² дна в окрестностях Тромсё, но безуспешно.

## Частная жизнь
Руаль Амундсен никогда не был женат и не имел семьи и детей. Бо́льшая часть его жизни прошла в экспедициях и длительных лекционных турне в разных странах мира. Его дом долгие годы обустраивала старая нянька Бетти, после её отправки в дом престарелых в 1925 году эти функции исполнял племянник, единственный сын старшего брата Густава — Густав С. Амундсен.
Родственники полярника полагали, что он был асексуален или по крайней мере не интересовался женщинами. Амундсен всегда был чрезвычайно скрытен во всём, что касалось частной стороны его жизни, но иногда она находила выражение в письмах, отправляемых брату Леону и избранным друзьям, особенно Герману Гаде, жившему в США. Существовал и интимный дневник (журналы, которые велись в походах, имели значение документа, кроме того, являясь материалами для написания отчётов и книг), который Амундсен с перерывами вёл с 1912 года. Этот дневник Густав С. Амундсен в запечатанном виде в 1940 году продал Мемориальному фонду Руаля Амундсена. Фонд передал документ Университету Осло с условием, что он будет обнародован не ранее 1990 года.
Длительные отношения связывали Амундсена с тремя женщинами — все они были замужними. В возрасте 37 лет (в марте 1909 года) полярник влюбился в 32-летнюю Сигрид Кастберг, урождённую Флуд, — жену присяжного поверенного, у них было трое детей. По Хантфорду, Амундсен не хотел скандала и просил Сигрид развестись с мужем и вступить в новый брак, однако она тянула время. В 1913 году С. Кастберг развелась с мужем и даже получила должность в министерстве социальной защиты, однако Амундсен не стал возобновлять с ней отношений. Она умерла в 1958 году, так и не выйдя повторно замуж.
Самую длительную привязанность Амундсен испытывал к Кристине Элизабет Беннетт (урождённой Гудде), родившейся 10 февраля 1886 года в Тронхейме. В 17 лет она вышла замуж за британского предпринимателя Чарльза Пито Беннета, бывшего ровесником её отца, и имела от него двух детей. Знакомство с Амундсеном произошло в Лондоне в ноябре 1912 года, вскоре после скандала в Королевском географическом обществе. Связь Амундсена с К. Беннетт объясняет постоянное затягивание полярником сроков отправления экспедиции к Северному полюсу. Как и в случае с С. Кастберг, К. Беннетт отказывалась менять свой семейный статус. Отношения такого рода причиняли полярнику значительные неудобства, тем более что по характеру Амундсен никогда не был склонен к компромиссам. Любовная связь упрочилась на протяжении 1915 года, когда К. Беннетт посещала Норвегию, однако в марте 1916 года Амундсен, вероятно, поставил её перед выбором. Результатом стало возвращение полярника к планам дрейфа в Северном Ледовитом океане. Перед отплытием в 1918 году, Амундсен передал адвокату Трюгве Гудде — брату К. Беннетт — доверенность на усадьбу «Ураниенборг» и составил завещание в её пользу. Возобновление отношений произошло после возвращения Амундсена в 1922 году, но они стали заметно холоднее. Окончательный разрыв последовал в августе 1925 года. После исчезновения полярника К. Беннетт выкупила у наследников Амундсена свои письма к нему. Скончалась она в возрасте 96 лет, в 1982 году на острове Джерси.
Р. Хантфорд упоминал и о третьей возлюбленной Амундсена — Бесс Магидс. Их отношения были преданы гласности ещё в 1941 году газетой «Афтенпостен», но там не называлось имён. Только 7 мая 1968 года Элизабет Патриция Магидс, урождённая Бергер, в кратком письме поведала историю своих отношений с Амундсеном некой норвежской чете на Аляске. Она родилась в Виннипеге в 1897 году и была дочерью эльзасца и уроженки Киева, в 16-летнем возрасте вышла замуж за Сэмюэла Магидса, аляскинского предпринимателя российско-еврейского происхождения, разбогатевшего во время «Золотой лихорадки». В дневнике Амундсена она впервые упоминается в июле 1921 года, когда «Мод» находилась в Номе. Вместе Амундсен и Магидс провели зиму 1922—1923 годов в Номе, встречались они и во время турне полярника по США в 1925 и 1926 годах. По сведениям, приводимым Т. Буманн-Ларсеном и Р. Хантфордом, Э. Магидс в декабре 1927 года приезжала в Норвегию и жила в доме Амундсена до марта 1928 года. Затем, судя по письмам Г. Гаде и неопубликованной биографии Амундсена, написанной Х. Свердрупом, Э. Магидс вернулась в США, чтобы развестись с мужем. Вновь в Норвегию она отплыла 23 июня 1928 года, в день, когда был спасён У. Нобиле, а об Амундсене не было известий уже 5 дней. В письме 1968 года она сообщала: 

«Последний раз я видела Руала Амундсона в 1928 году в Осло, Норвегия. Я поехала туда, чтобы выйти за него замуж. Как раз тогда пропал итальянский генерал Умберто Нобиле, и Руал отправился искать его. Назад он не вернулся».
Э. Магидс сохранила многие вещи, принадлежавшие Амундсену, и незадолго до своей смерти в 1971 году продала их Олафу Лиллегравену из Джуно, в сопроводительном письме сообщив некоторые подробности отношений с Амундсеном. В 1976 году Лиллегравен передал реликвии Музею Руаля Амундсена в Свартскуге.

## Память
- Через полгода после исчезновения Амундсена усадьба «Ураниенборг» в Свартскуге, на берегу Буннефьорда, её юридическим владельцем Германом Гаде была передана государству для устройства мемориального музея Руаля Амундсена[345].
- В честь путешественника названы Море Амундсена, Гора Амундсена, Ледник Амундсена, полярная станция Амундсен-Скотт в Антарктиде, Залив Амундсена, Котловина Амундсена в Северном Ледовитом океане, кратер Амундсен у Южного полюса Луны, а также астероид (1065) Амундсения, открытый Сергеем Белявским 4 августа 1926 года.
- В начале 2000-х годов на вооружение ВМС Норвегии поступили фрегаты типа «Фритьоф Нансен». Второй корабль этой серии, вступивший в строй в 2004 году, получил имя «Руаль Амундсен»[346].
- В Университете Тромсё с 1989 года существует Центр арктических исследований имени Руаля Амундсена (норв. Roald Amundsens senter for arktisk forskning)[347].
- Средняя школа коммуны Оппегор с 2012 года переименована в честь Руаля Амундсена[348].
- Именем Амундсена названы улицы в Москве, Екатеринбурге, Одессе и Владивостоке.
- В советско-итальяно-британском фильме 1969 года режиссёра Михаила Калатозова «Красная палатка» роль Руаля Амундсена исполнил Шон Коннери. Создатели фильма ввели в сюжет вымышленный эпизод о том, что Амундсену удалось обнаружить обломки дирижабля «Италия» и лишь затем он погиб, заявив, что людям нечего делать в Арктике[349].
- Амундсену посвящено стихотворение Константина Симонова «Старик»[350].
- 23 января 2011 года в Тромсё официально открылся юбилейный год Нансена — Амундсена, поскольку в 2011 году совпали 150-летие со дня рождения Фритьофа Нансена и 100-летие со дня достижения экспедицией Руаля Амундсена Южного полюса. Об открытии года объявил министр иностранных дел Норвегии Йонас Гар Стёре. Церемония проходила под открытым небом рядом с центром «Фрам», названным в честь знаменитого корабля, и арктическим музеем «Полярия»[351].
- 12 декабря 2011 года премьер-министр Норвегии Йенс Столтенберг прибыл на Южный полюс, чтобы отметить столетие экспедиции Руаля Амундсена[352]
- 18 июня 2018 года в Санкт-Петербурге на набережной Лейтенанта Шмидта у борта ледокола «Красин», принимавшего участие в спасении экспедиции У. Нобиле, установлен бюст Руалю Амундсену[353][354].
- В 2019 году норвежские кинематографисты создали полнометражный биографический фильм «Амундсен». Режиссёр — Эспен Сандберг, в главной роли — Пол Сверре Хаген[355][356].

### Переоценка
Долгое время память и наследие Амундсена вообще не подвергались в Норвегии попыткам ревизии. Лишь в документальном романе Коре Холта (норв. Kåre Holt, 1916—1997) «Состязание» (норв. Kappløpet), опубликованном в 1974 году, Р. Амундсен был показан в довольно неприглядном свете. Средства массовой информации в Норвегии обвинили автора в том, что он развенчал образ национального героя, овеянного ореолом мировой славы. Холт показал Амундсена как эгоистичного, завистливого, двоедушного человека, снедаемого непомерным честолюбием и одержимого погоней за славой и деньгами, обладающего нездоровой психикой и не способного на искреннее проявление дружеских чувств. Вместе с тем, и Роберт Скотт был описан как откровенный дилетант и ничем не примечательная личность. Книга Холта была издана на русском языке в 1987 году. Разоблачительную линию продолжили в 1990-е годы Тур Буманн-Ларсен и Рагнар Квам-младший, занимавшийся историей жизни Ялмара Йохансена. По книге Буманн-Ларсена в 1999 году был снят документальный фильм «Замёрзшее сердце» (норв. Frosset hjerte). Критики Амундсена осуждали его авторитарные методы управления и нетерпимость к мнениям оппонентов. Биография Амундсена, написанная Буманн-Ларсеном, в 2005 году была переведена на русский язык и напечатана в серии «ЖЗЛ». Современную биографию Амундсена опубликовал норвежский писатель Александр Вистинг в 2011 году.